# NHL Entry Draft 1992
Der NHL Entry Draft 1992 fand am 20. Juni 1992 im Forum de Montréal in Montréal in der kanadischen Provinz Québec statt. Bei der 30. Auflage des NHL Entry Draft wählten die Teams der National Hockey League (NHL) in elf Runden insgesamt 264 Spieler aus. Als First Overall Draft Pick wurde der tschechoslowakische Verteidiger Roman Hamrlík von den Tampa Bay Lightning ausgewählt. Auf den Positionen zwei und drei folgten Alexei Jaschin für die Ottawa Senators und Mike Rathje für die San Jose Sharks. Die Reihenfolge des Drafts ergab sich aus der umgekehrten Abschlusstabelle der abgelaufenen Spielzeit 1991/92, wobei die Playoff-Teams nach den Mannschaften an der Reihe waren, die die Playoffs verpasst hatten. Unterdessen wurden den neu gegründeten Tampa Bay Lightning und Ottawa Senators die jeweils ersten beiden Wahlrechte zugeordnet, die untereinander mit jeder Runde wechselten.
Der Entry Draft 1992 war deutlich vom Zerfall der Sowjetunion geprägt, so wurden erstmals in der Geschichte des Drafts mehr russische Spieler als US-Amerikaner ausgewählt, während Roman Hamrlík zum ersten osteuropäischen Gesamtersten wurde. Neben Hamrlík und Jaschin gehören unter anderem Darius Kasparaitis, Sergei Gontschar, Martin Straka, Waleri Bure, Igor Koroljow, Sergei Brylin, Mattias Norström, Jere Lehtinen und Nikolai Chabibulin zu weiteren nennenswerten Europäern. Nordamerika wird unter anderem von Cory Stillman, Michael Peca, Darren McCarty, Manny Fernandez, Adrian Aucoin, Ian Laperrière und Anson Carter vertreten. Ferner wurde Hiroyuki Miura zum ersten im Draft berücksichtigten Japaner, zumindest zum ersten „echten“ Spieler nach Taro Tsujimoto. In einem insgesamt als durchschnittlich zu bewertenden Jahrgang wurde bisher kein Akteur in die Hockey Hall of Fame gewählt.

## Draftergebnis

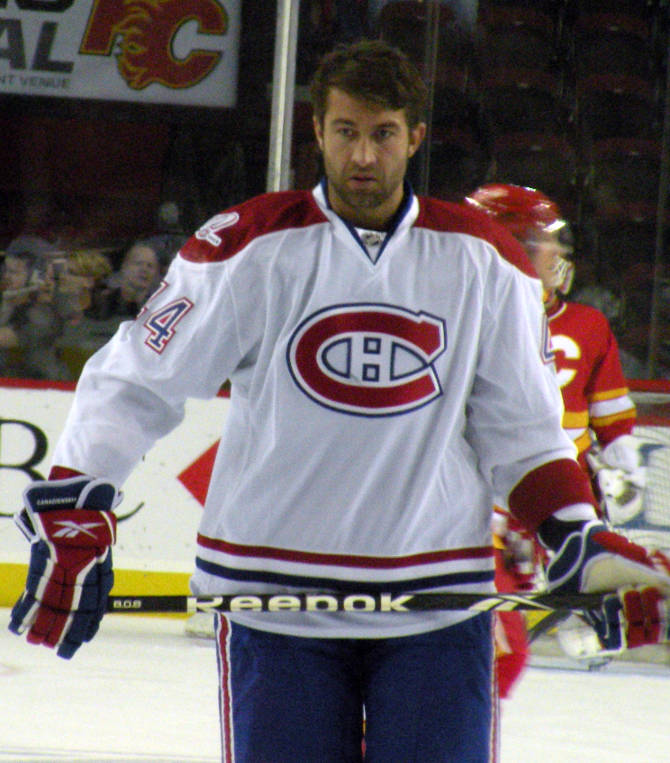
Roman Hamrlík, gewählt an Position 1

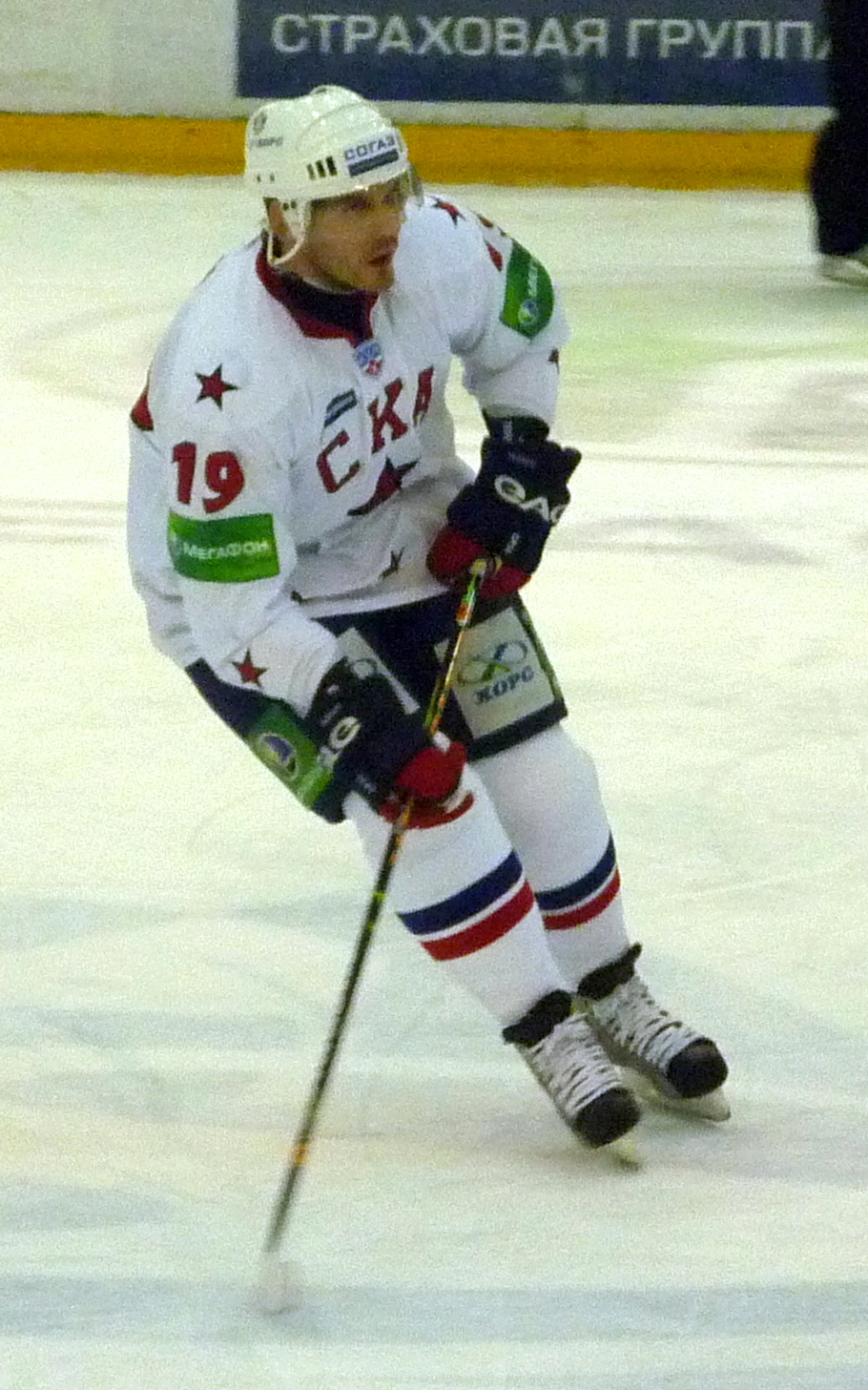
Alexei Jaschin, gewählt an Position 2

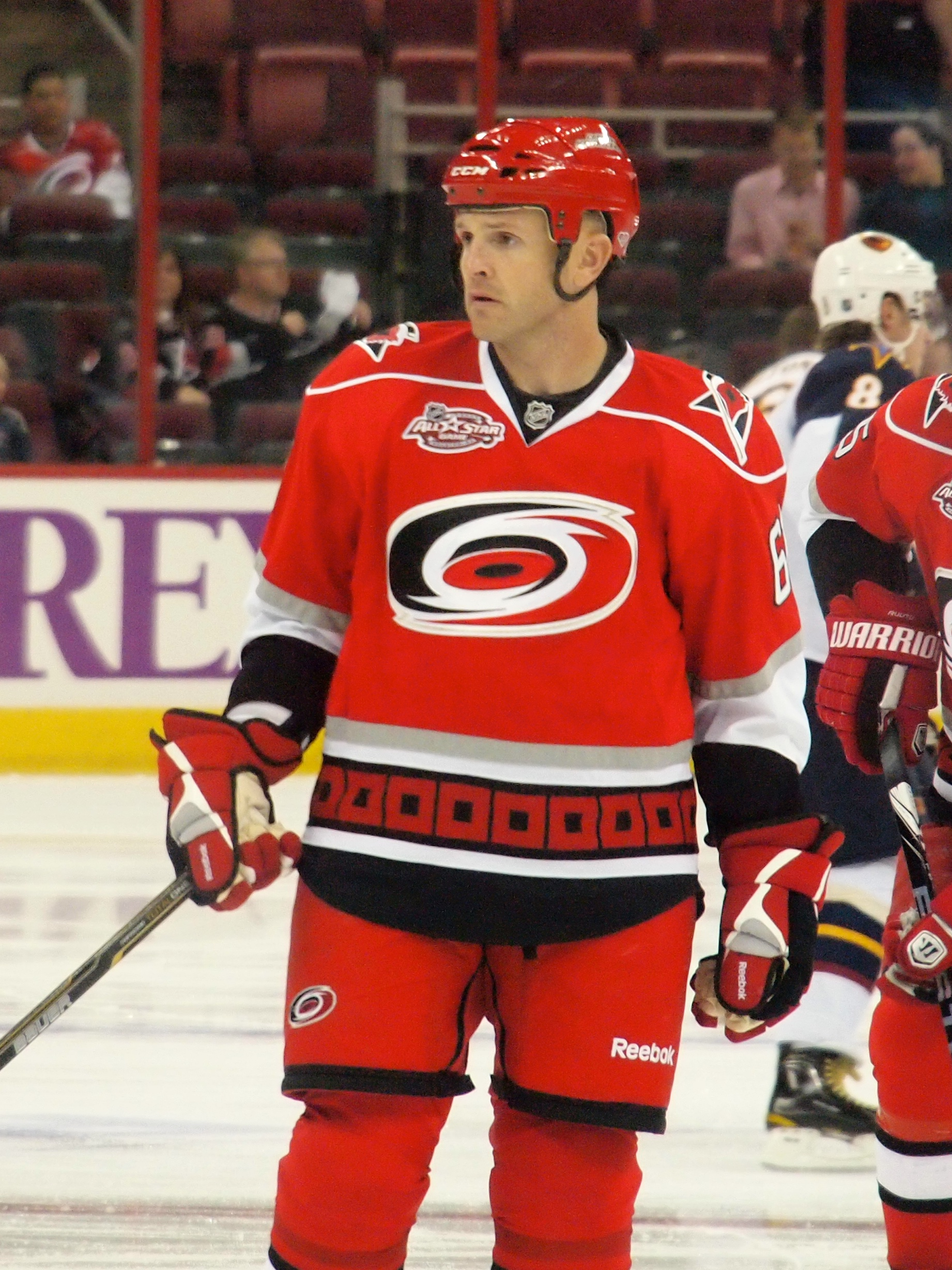
Cory Stillman, gewählt an Position 6

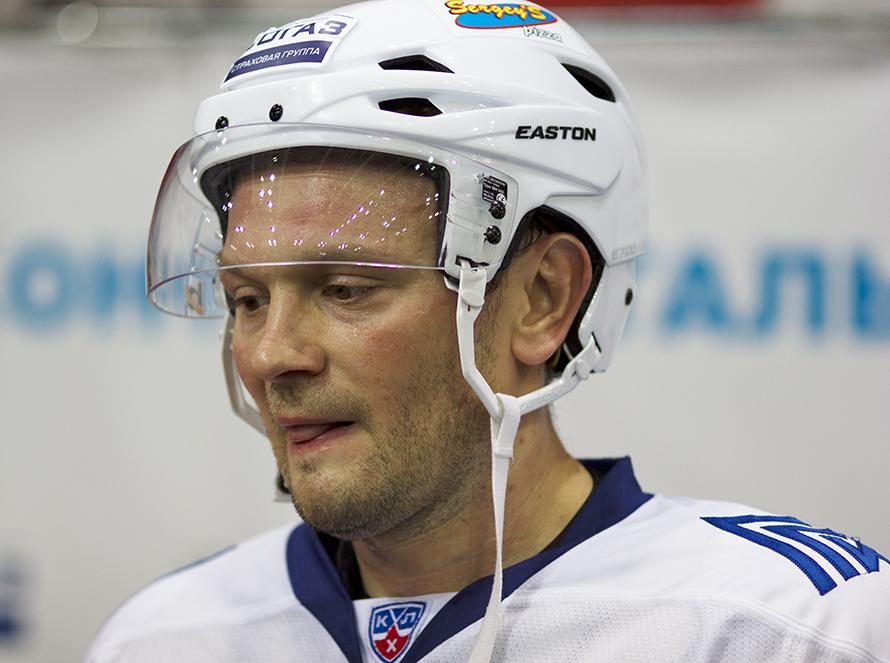
Sergei Gontschar, gewählt an Position 14

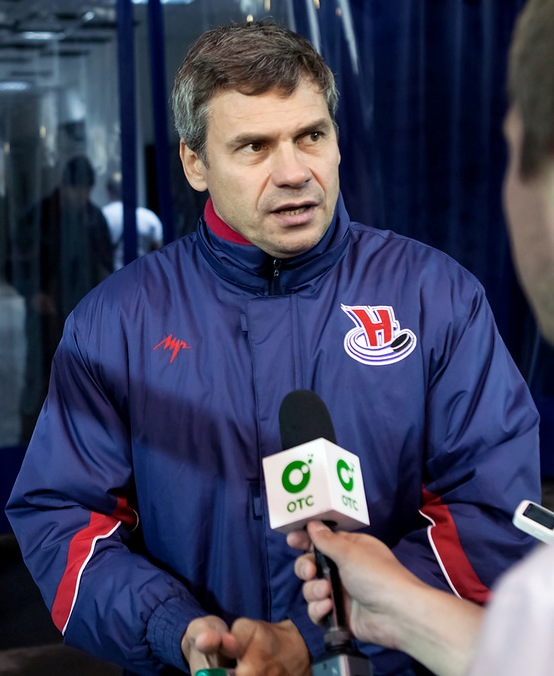
Dmitri Kwartalnow, gewählt an Position 16

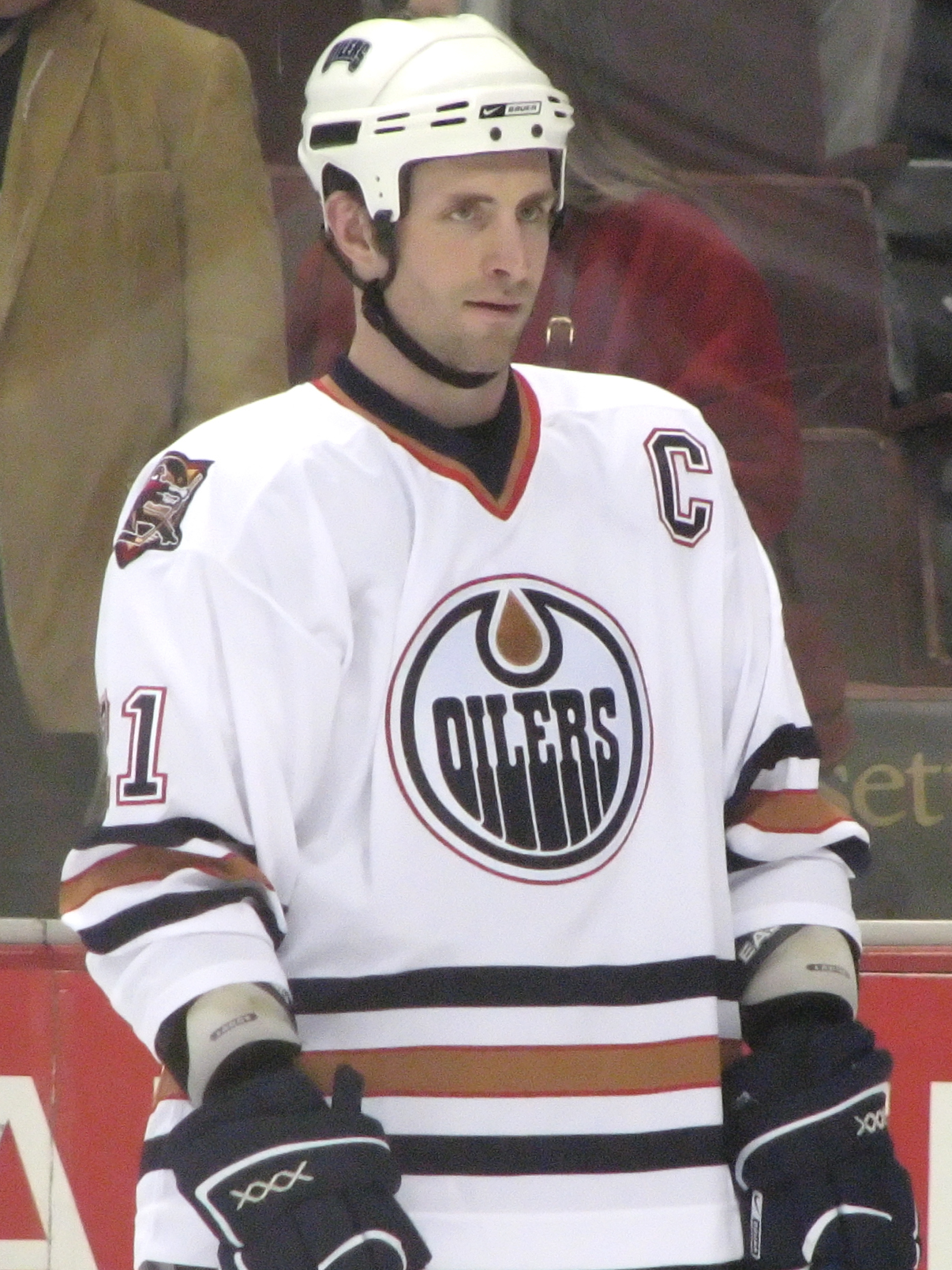
Jason Smith, gewählt an Position 18

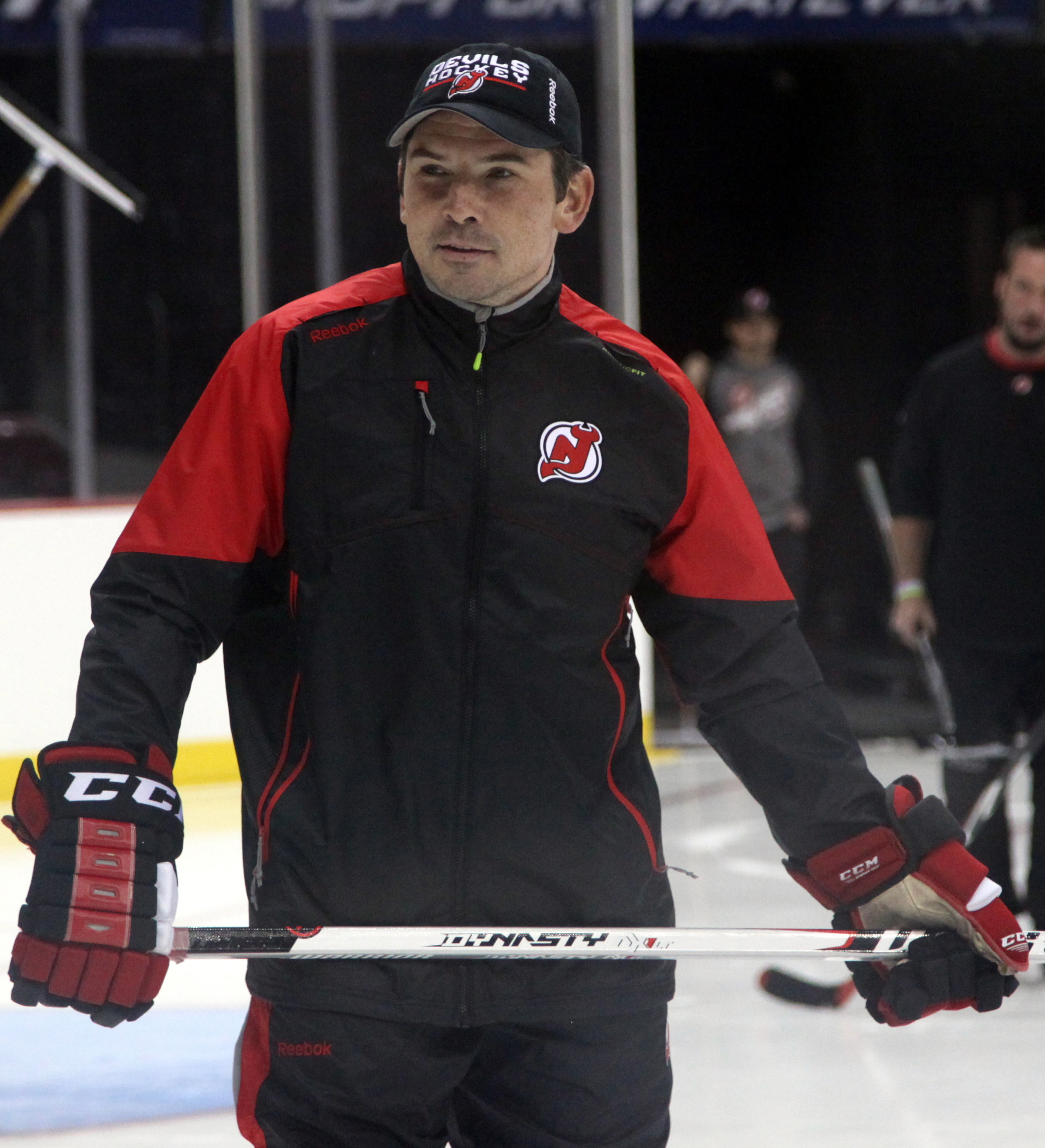
Sergei Brylin, gewählt an Position 42

Darren McCarty, gewählt an Position 46

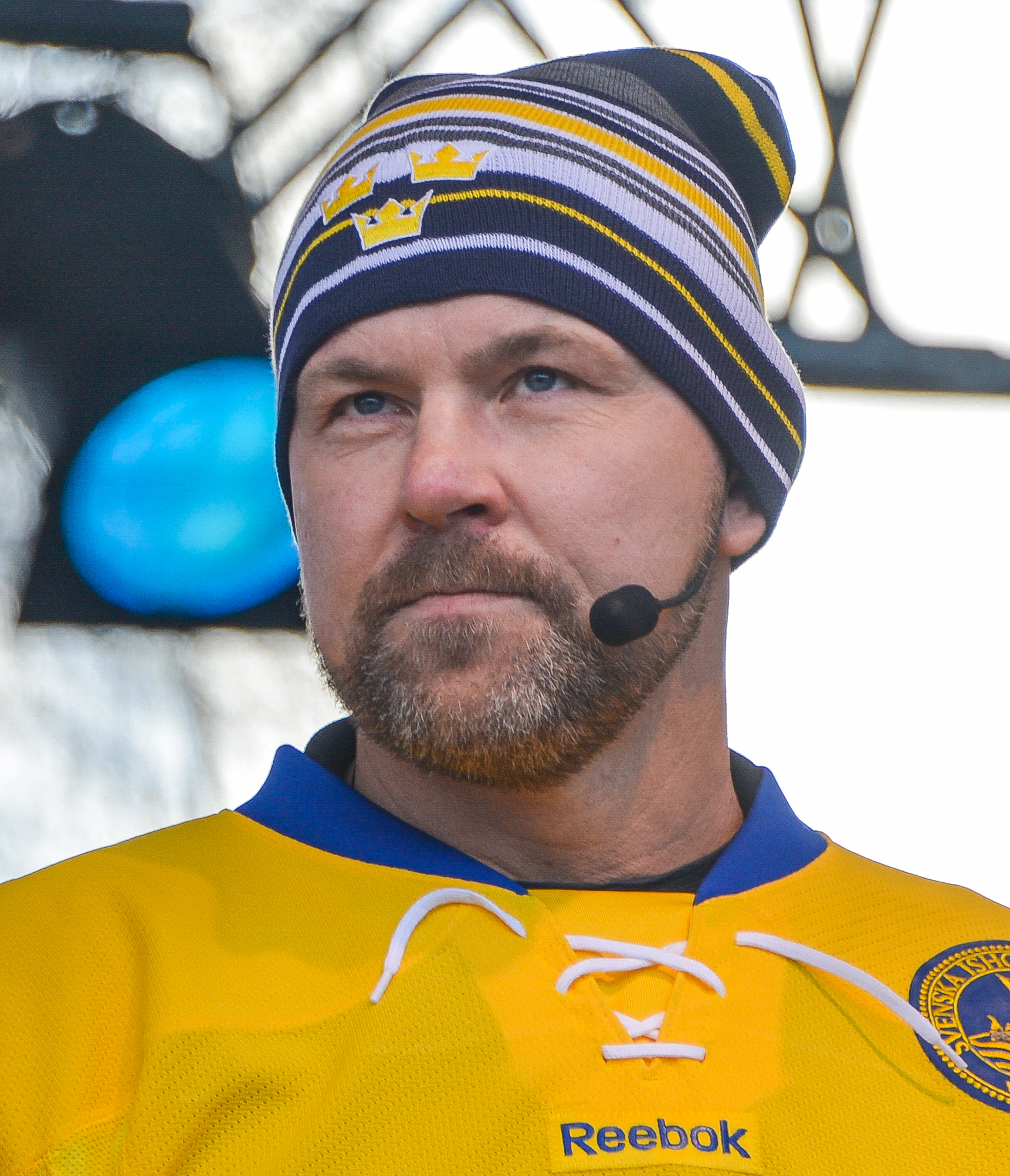
Mattias Norström, gewählt an Position 48

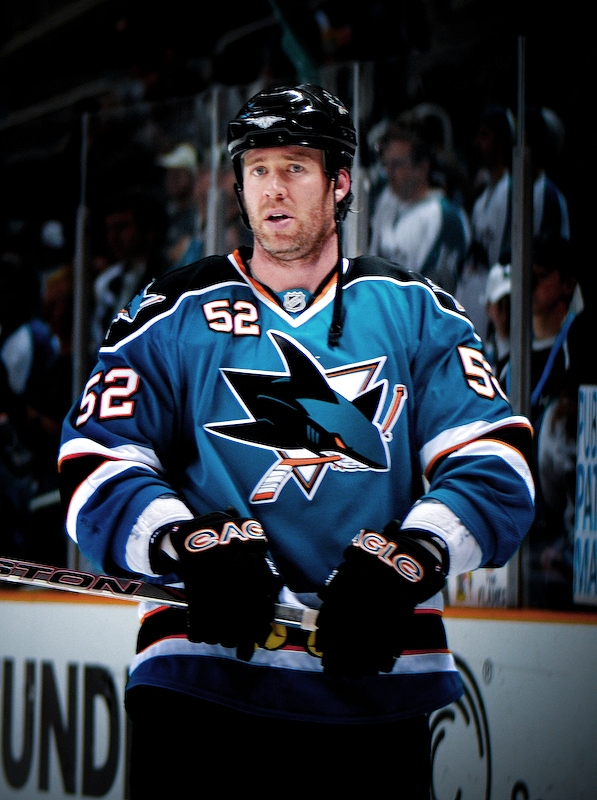
Craig Rivet, gewählt an Position 68

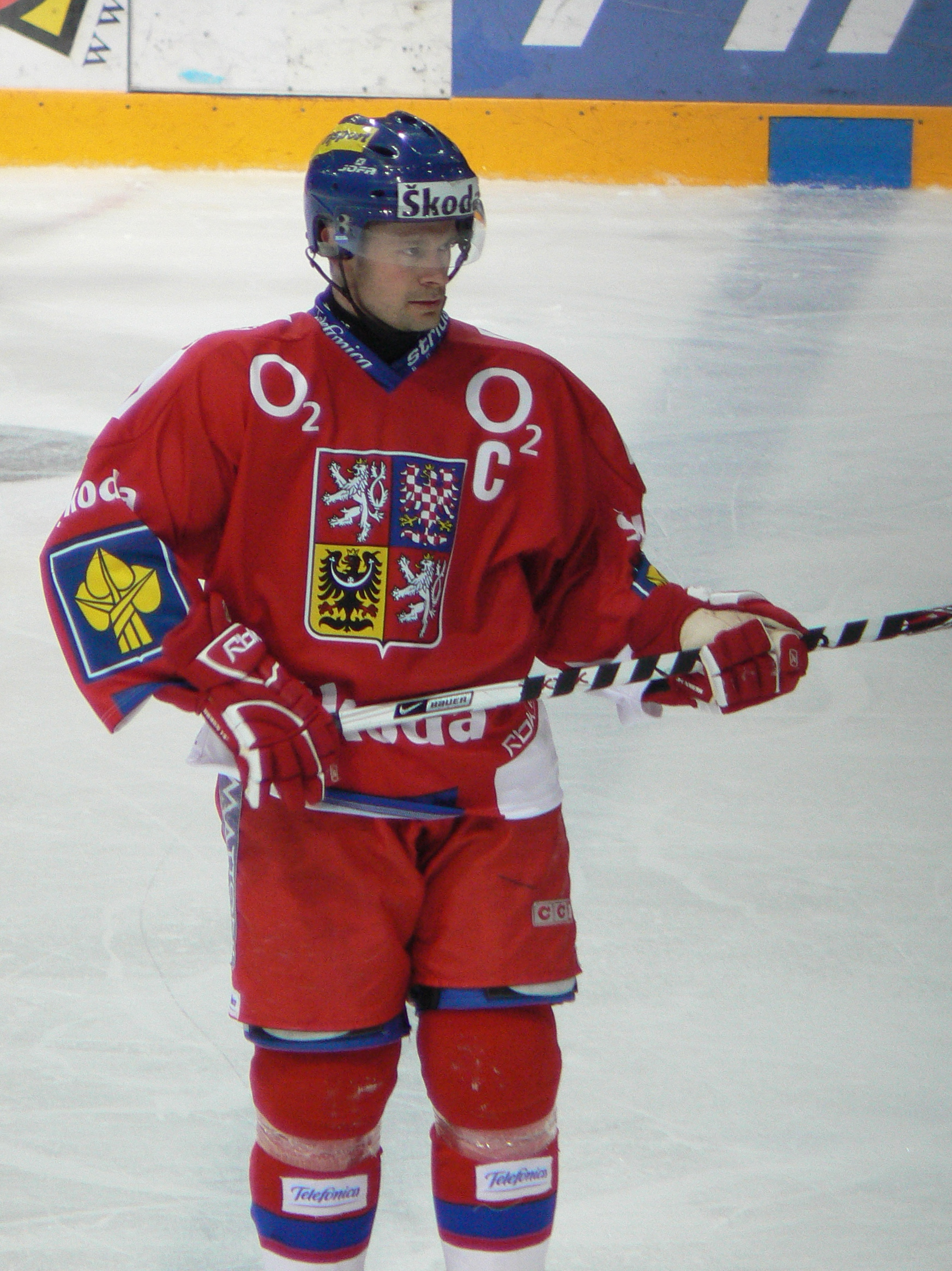
Radek Hamr, gewählt an Position 73

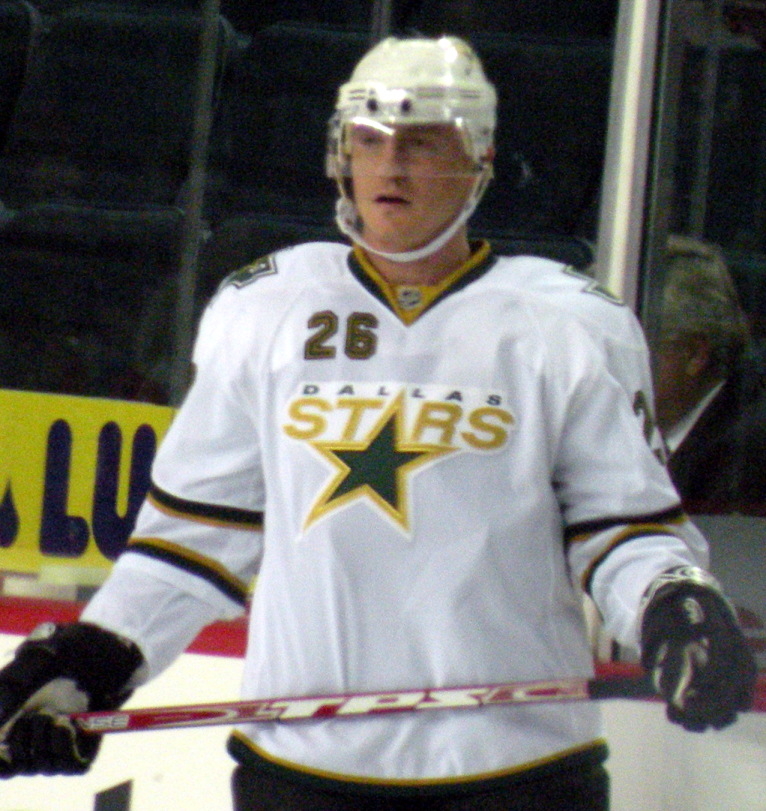
Jere Lehtinen, gewählt an Position 88

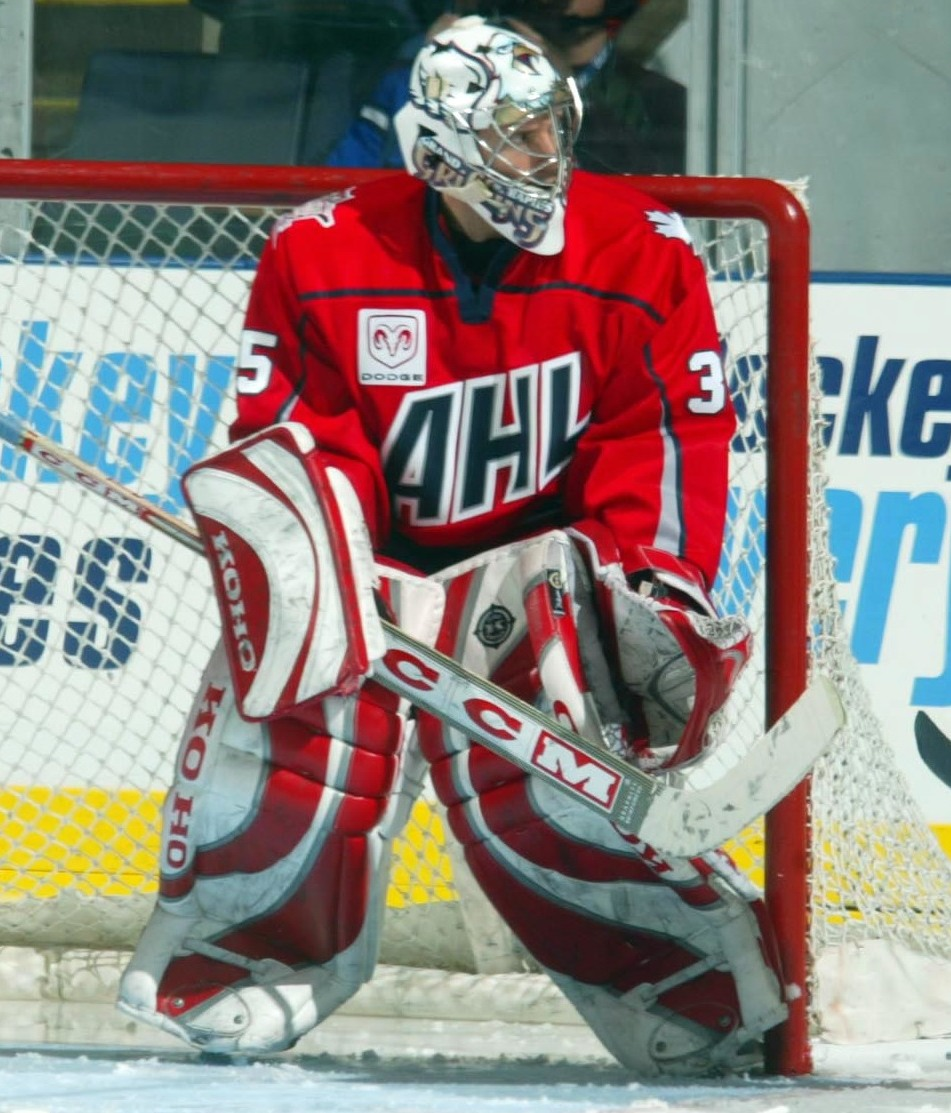
Marc Lamothe, gewählt an Position 92

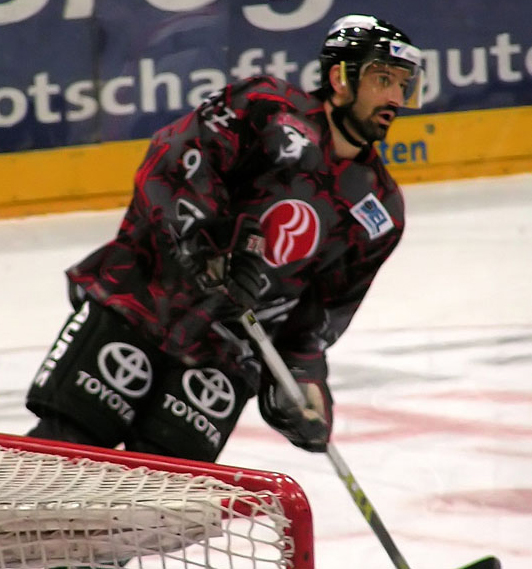
Ralph Intranuovo, gewählt an Position 96

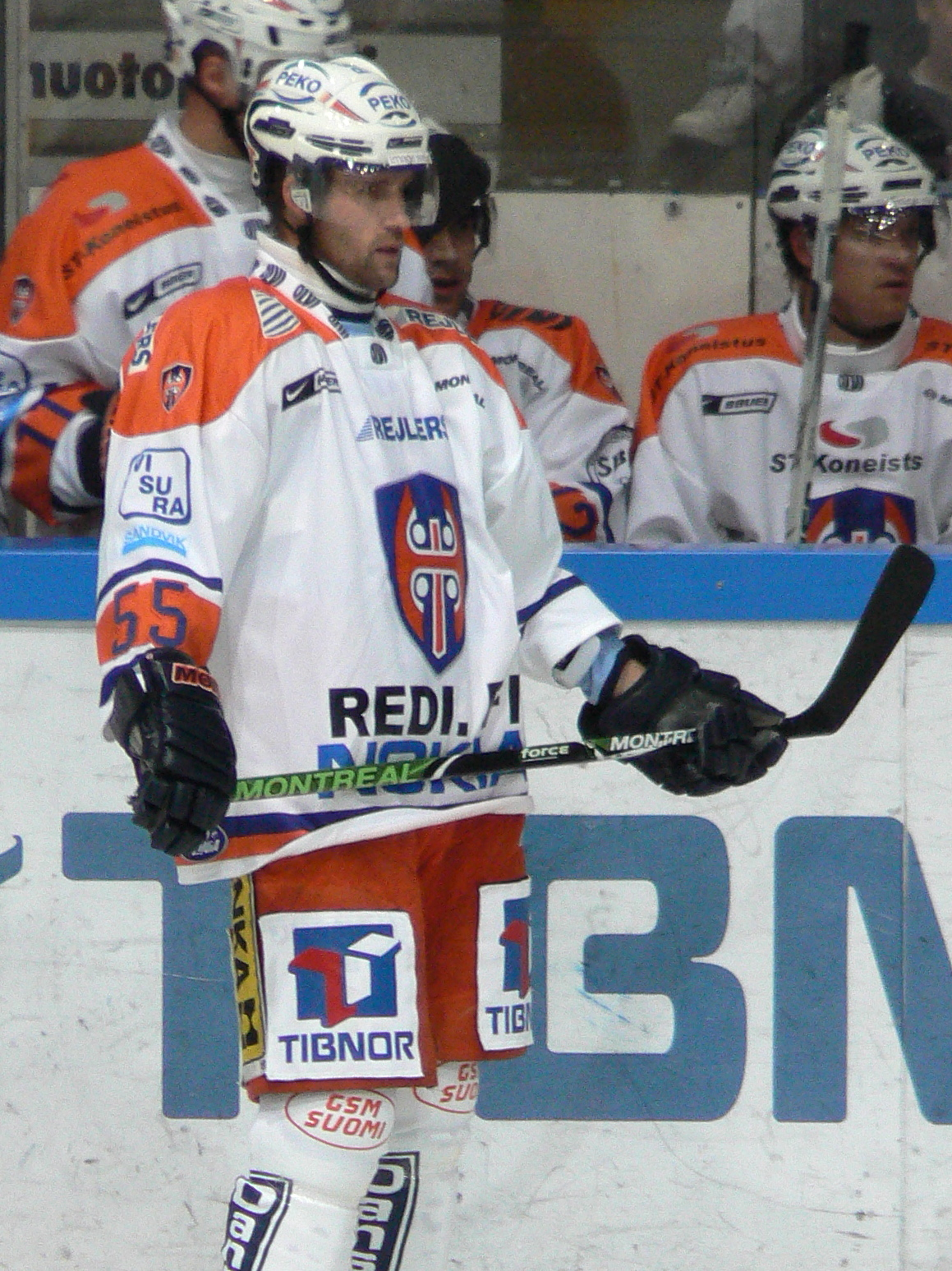
Janne Grönvall, gewählt an Position 101

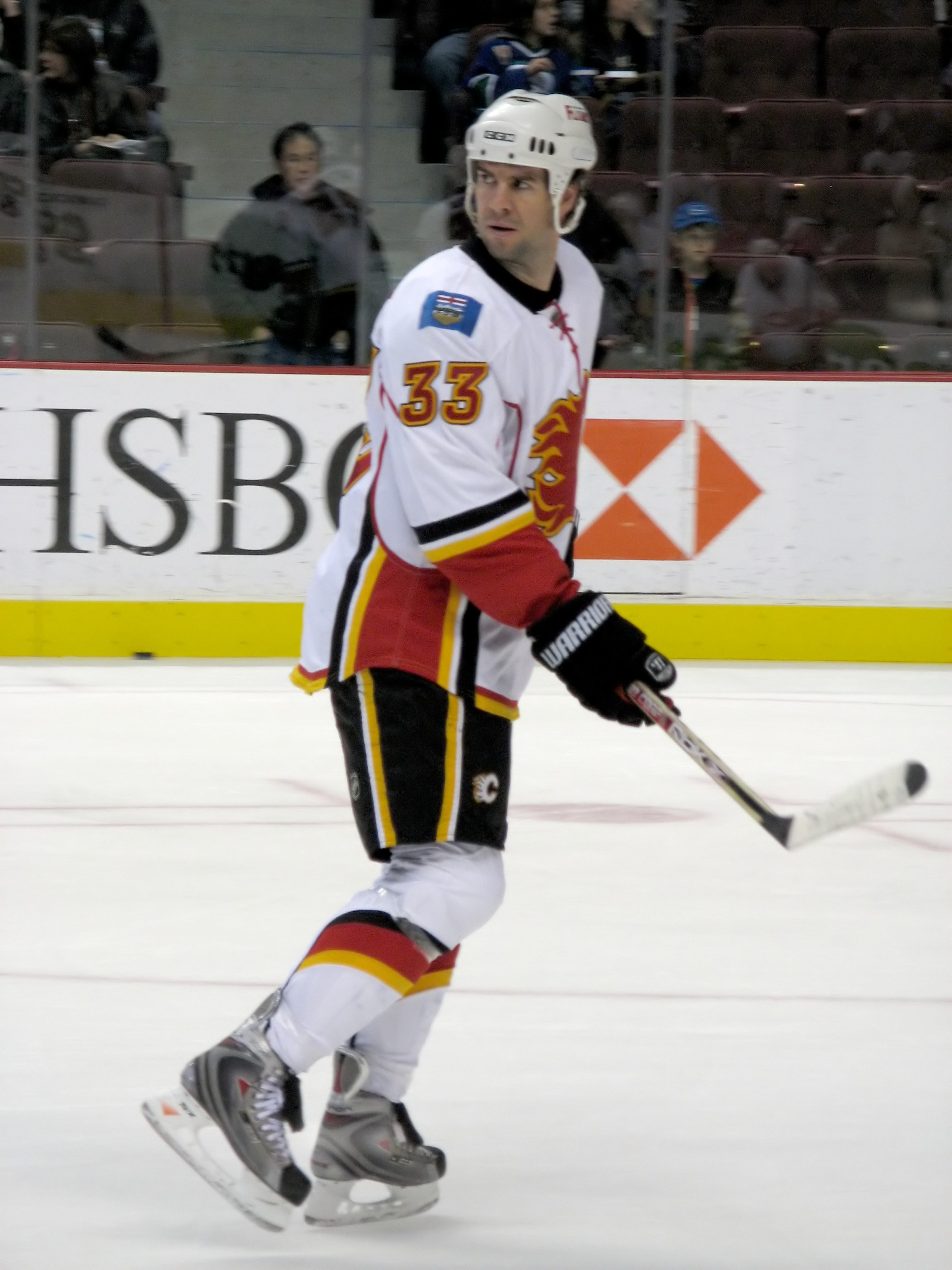
Adrian Aucoin, gewählt an Position 117

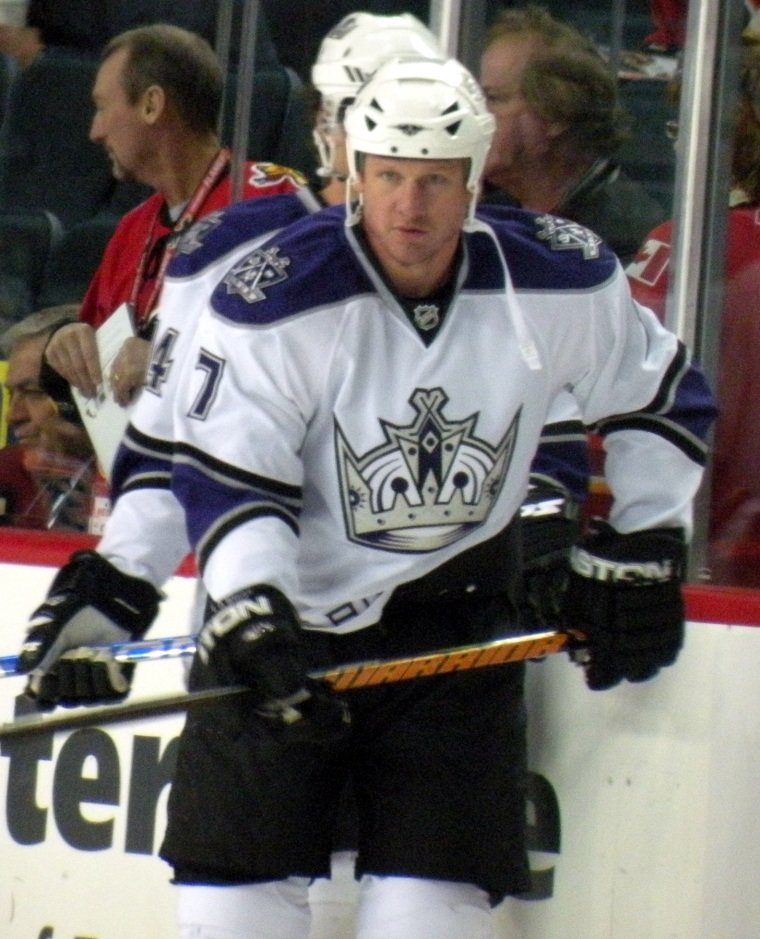
Derek Armstrong, gewählt an Position 128

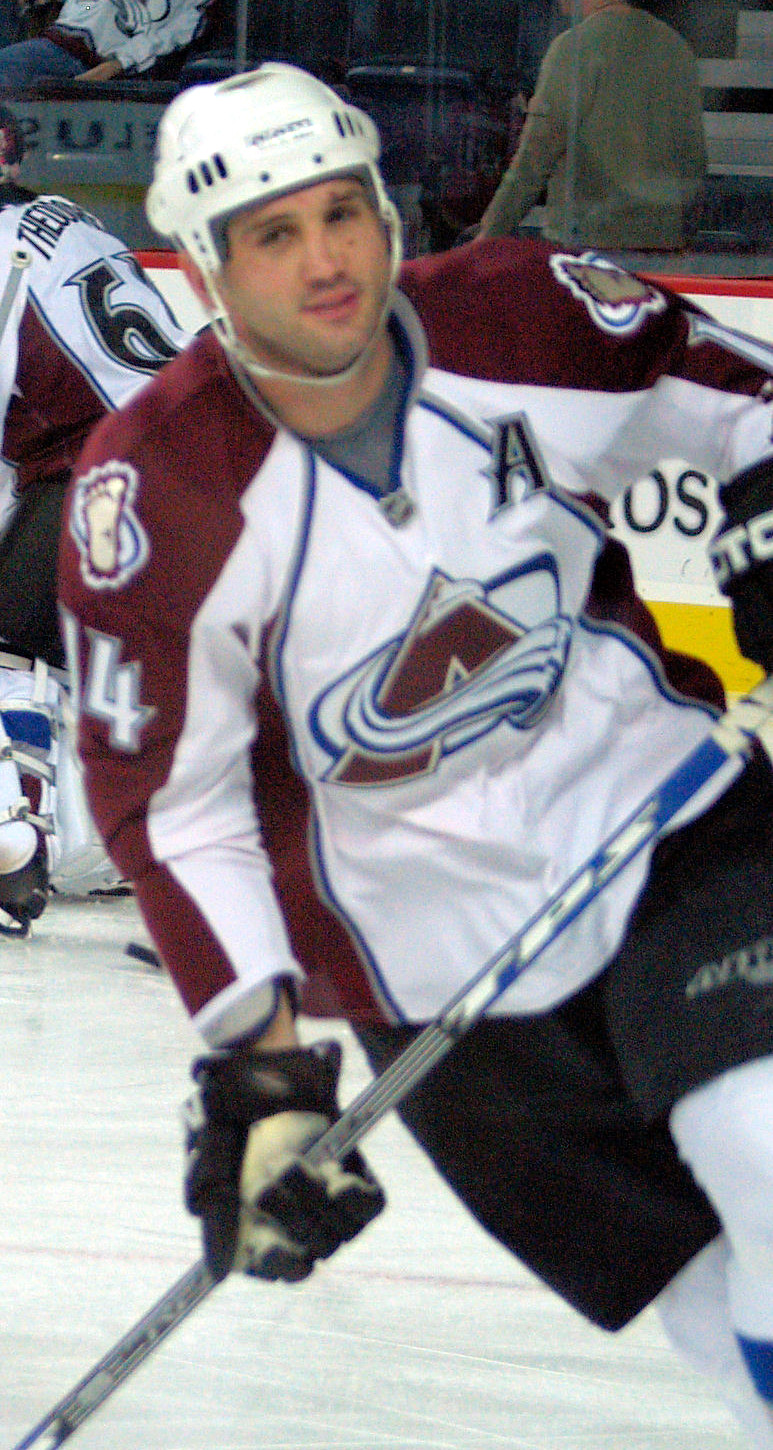
Ian Laperrière, gewählt an Position 158

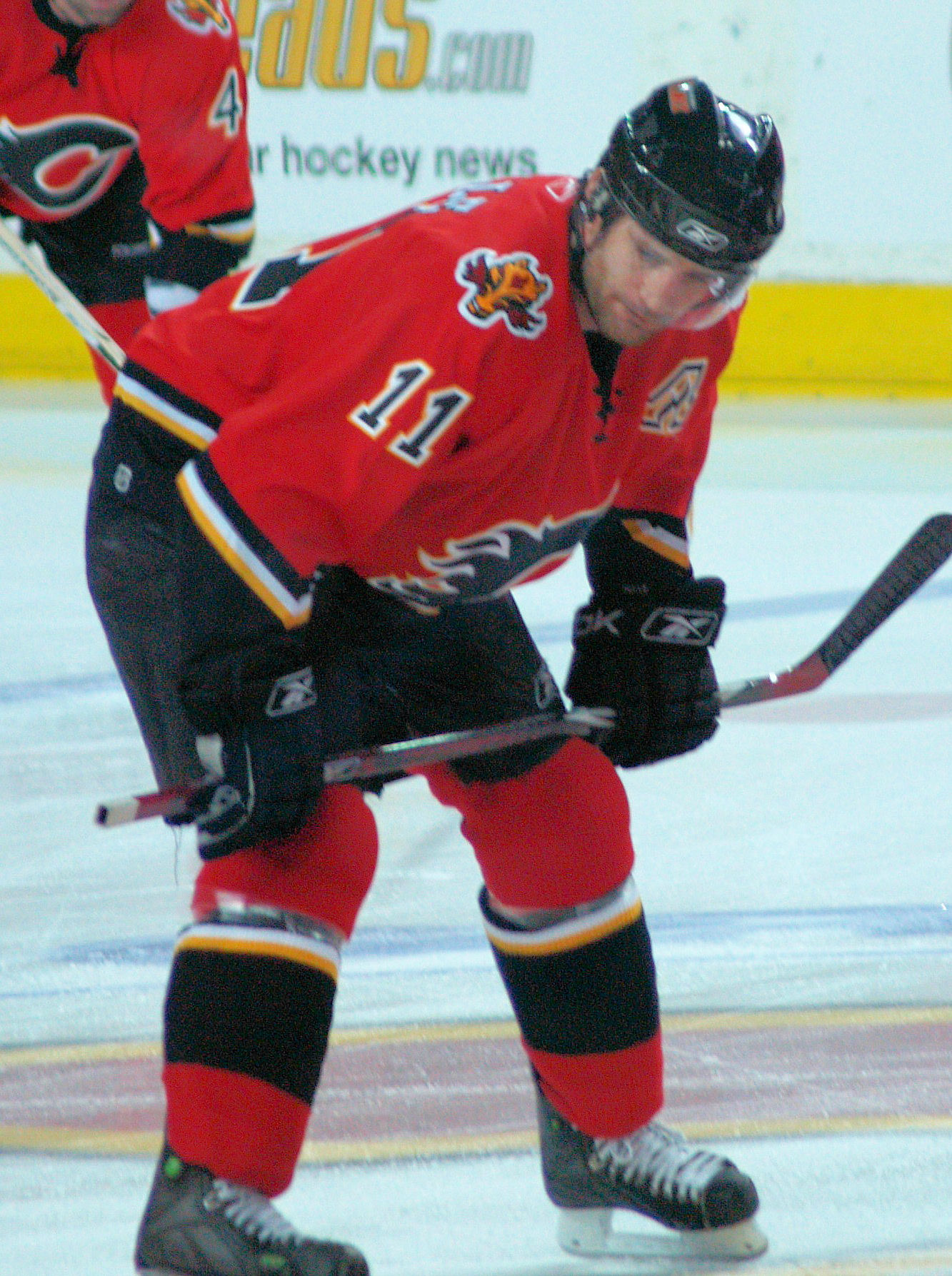
Stéphane Yelle, gewählt an Position 186

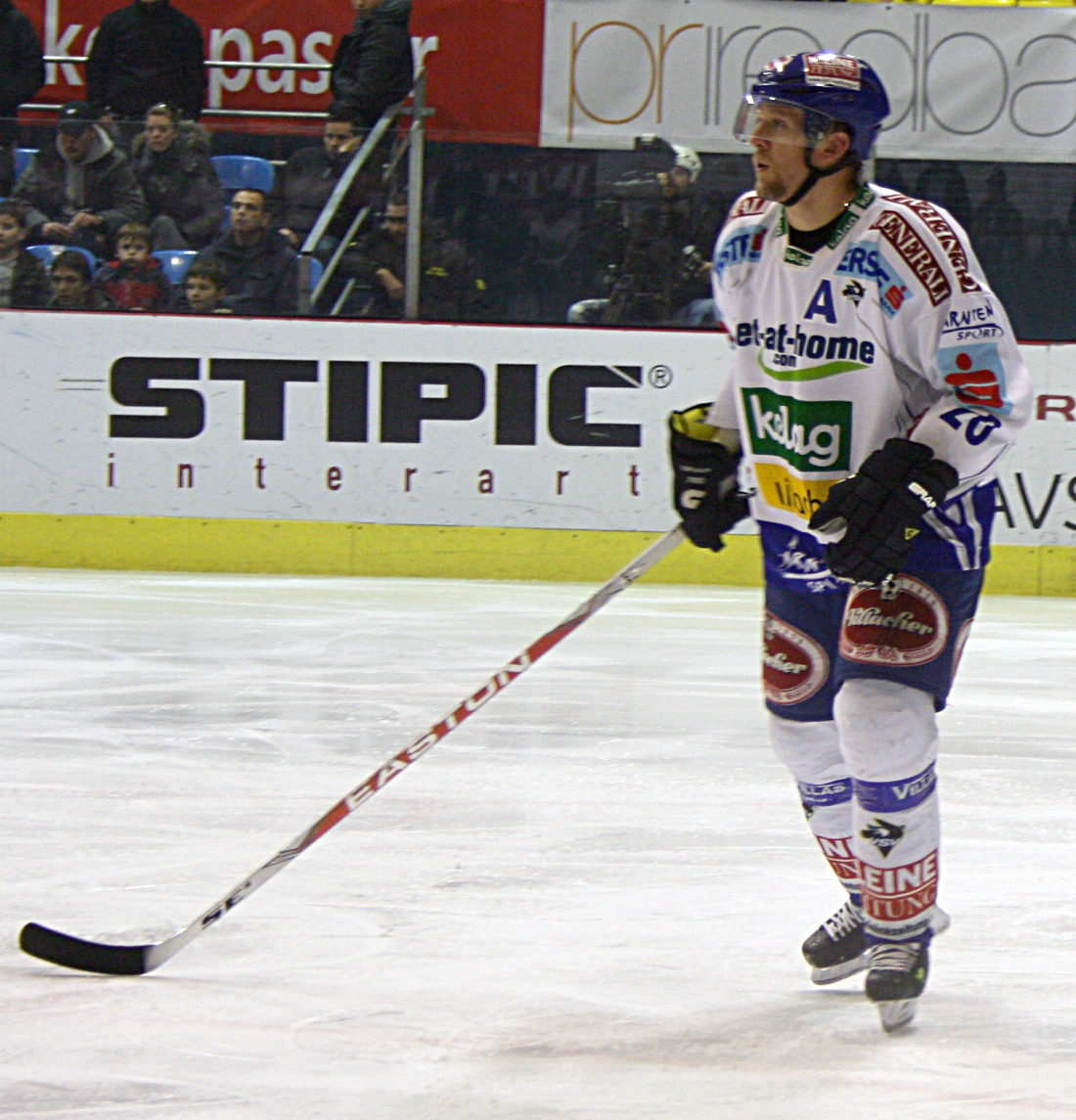
Mickey Elick, gewählt an Position 192

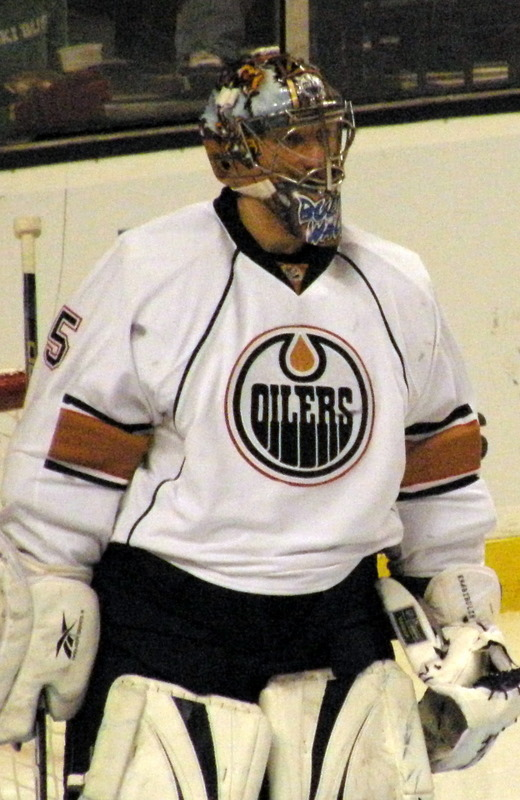
Nikolai Chabibulin, gewählt an Position 204

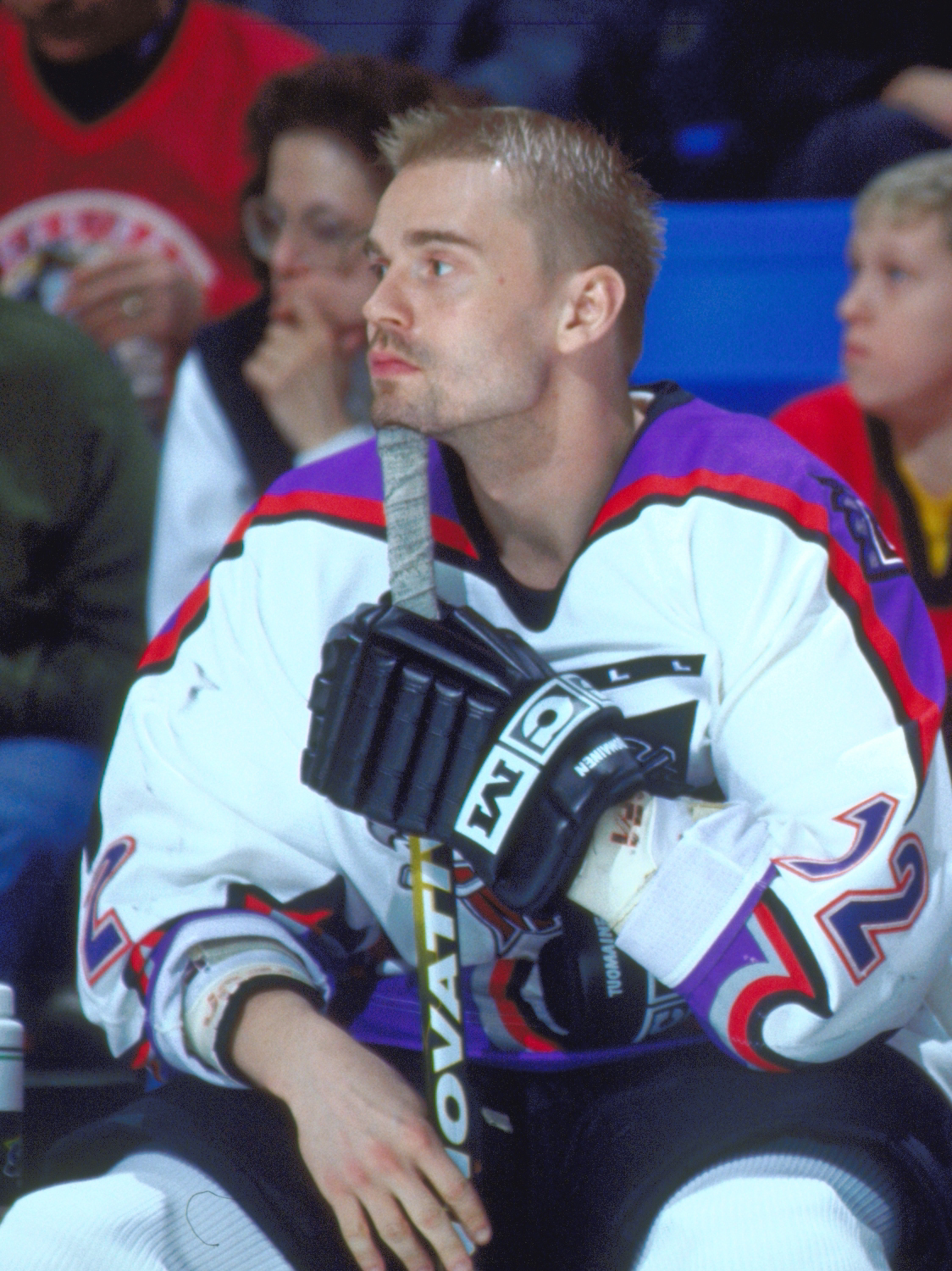
Marko Tuomainen, gewählt an Position 205

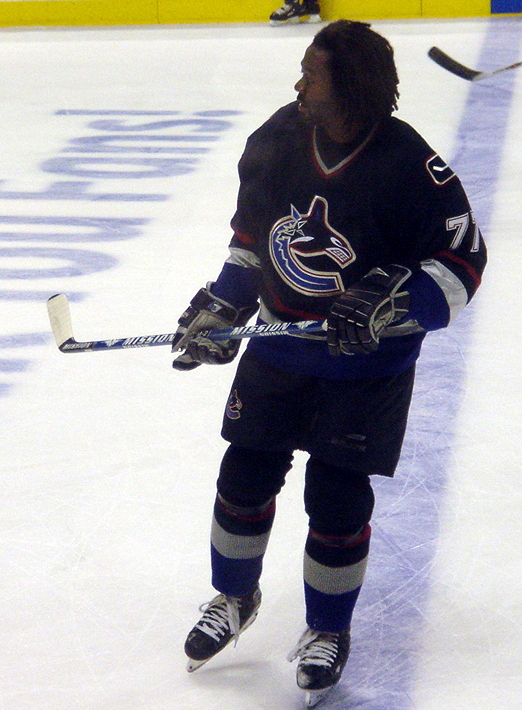
Anson Carter, gewählt an Position 220

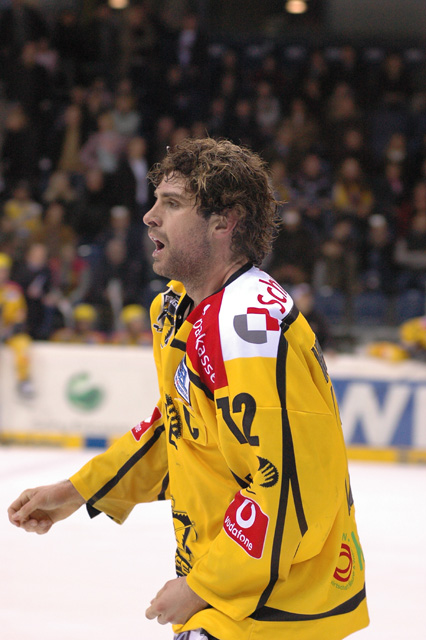
Chris Herperger, gewählt an Position 223

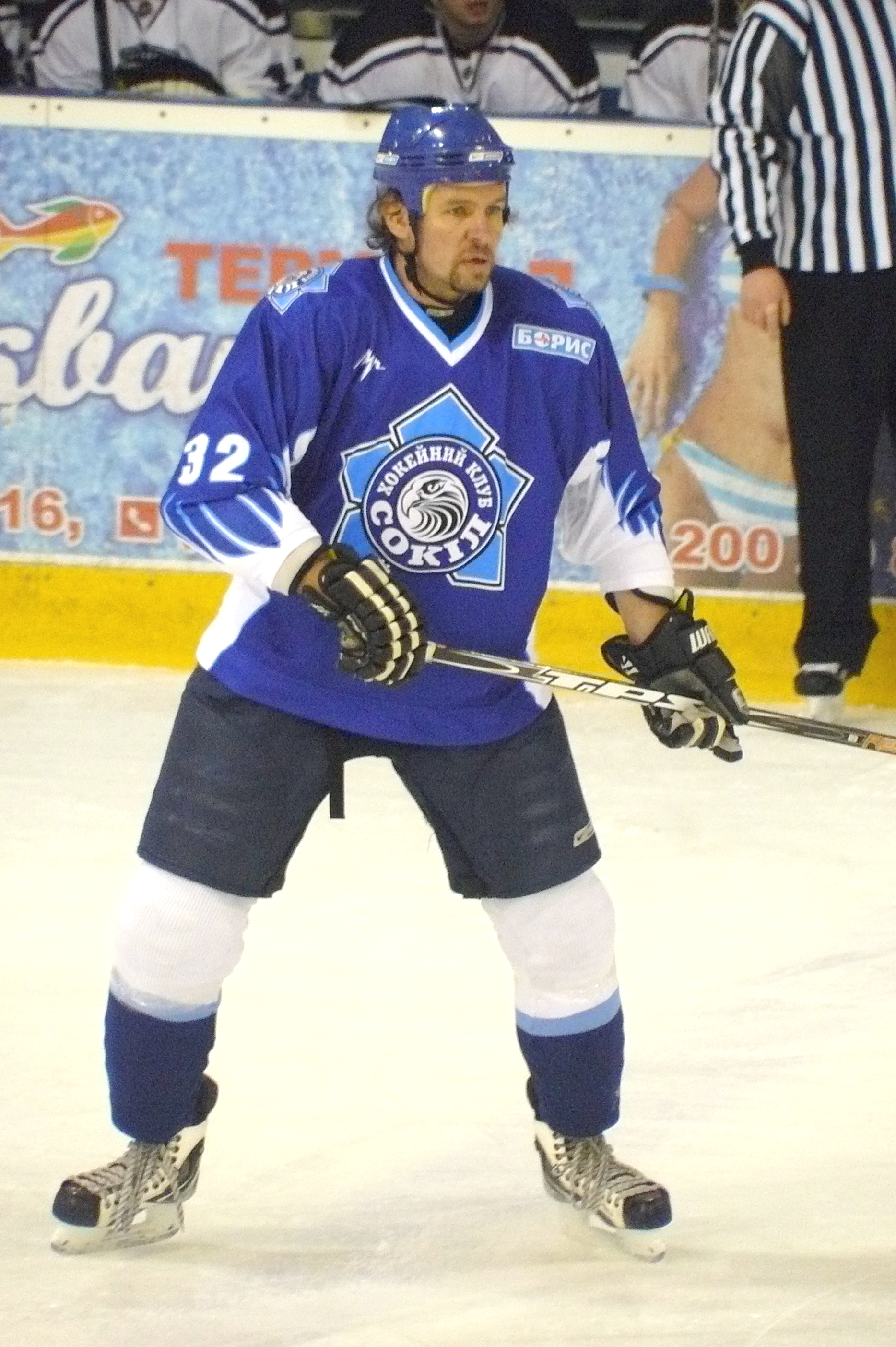
Jurij Hunko, gewählt an Position 230

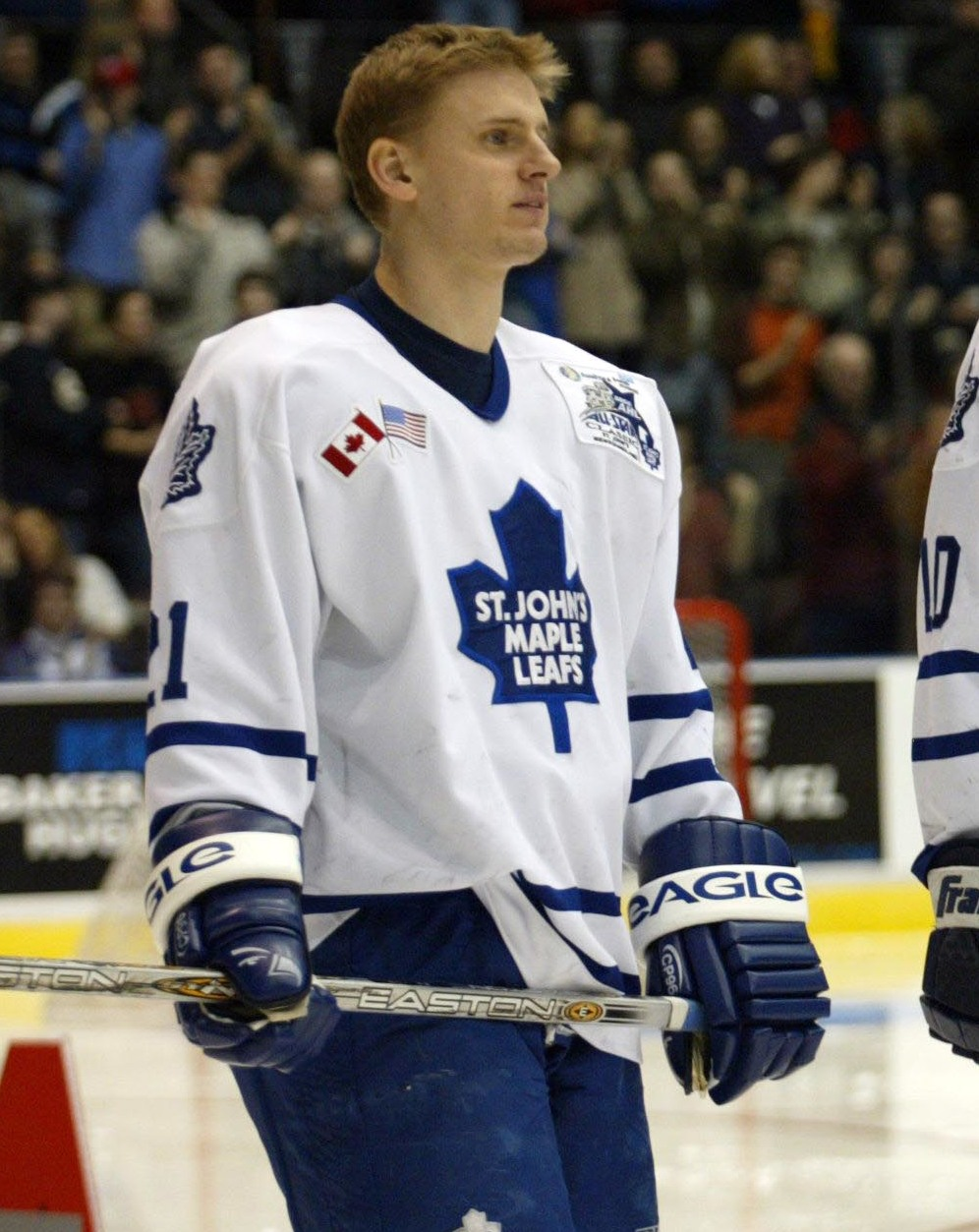
Nathan Dempsey, gewählt an Position 245

| Inhaltsverzeichnis Runde 1 \| Runde 2 \| Runde 3 \| Runde 4 \| Runde 5 \| Runde 6 \| Runde 7 \| Runde 8 \| Runde 9 \| Runde 10 \| Runde 11 |

Abkürzungen:
Position mit C = Center, LW = linker Flügel, RW = rechter Flügel, D = Verteidiger, G = Torwart

### Runde 1
| #   | Spieler             | Nationalität       | Position | NHL-Team                                                            | College-/Junioren-/Profi-Team          |
| --- | ------------------- | ------------------ | -------- | ------------------------------------------------------------------- | -------------------------------------- |
| 1.  | Roman Hamrlík       | Tschechoslowakei   | D        | Tampa Bay Lightning                                                 | AC ZPS Zlín (1. Liga)                  |
| 2.  | Alexei Jaschin      | Russland 1991      | C        | Ottawa Senators                                                     | Dynamo Moskau (Wysschaja Liga)         |
| 3.  | Mike Rathje         | Kanada             | D        | San Jose Sharks                                                     | Medicine Hat Tigers (WHL)              |
| 4.  | Todd Warriner       | Kanada             | LW       | Nordiques de Québec                                                 | Windsor Spitfires (OHL)                |
| 5.  | Darius Kasparaitis  | Litauen 1989       | D        | New York Islanders (von Toronto Maple Leafs)                        | Dynamo Moskau (Wysschaja Liga)         |
| 6.  | Cory Stillman       | Kanada             | LW       | Calgary Flames                                                      | Windsor Spitfires (OHL)                |
| 7.  | Ryan Sittler        | Kanada             | LW       | Philadelphia Flyers                                                 | Nichols School (US High School)        |
| 8.  | Brandon Convery     | Kanada             | C        | Toronto Maple Leafs (von New York Islanders)                        | Sudbury Wolves (OHL)                   |
| 9.  | Róbert Petrovický   | Tschechoslowakei   | C        | Hartford Whalers                                                    | Dukla Trenčín (1. Liga)                |
| 10. | Andrei Nasarow      | Russland 1991      | LW       | San Jose Sharks (von Minnesota North Stars)                         | Dynamo Moskau (Wysschaja Liga)         |
| 11. | David Cooper        | Kanada             | D        | Buffalo Sabres                                                      | Medicine Hat Tigers (WHL)              |
| 12. | Sergei Kriwokrassow | Russland 1991      | RW       | Chicago Blackhawks (von Winnipeg Jets)                              | ZSKA Moskau (Wysschaja Liga)           |
| 13. | Joe Hulbig          | Vereinigte Staaten | LW       | Edmonton Oilers                                                     | St. Sebastian’s (US High School)       |
| 14. | Sergei Gontschar    | Russland 1991      | D        | Washington Capitals (von St. Louis Blues)                           | Traktor Tscheljabinsk (Wysschaja Liga) |
| 15. | Jason Bowen         | Kanada             | LW       | Philadelphia Flyers (von Los Angeles Kings via Pittsburgh Penguins) | Tri-City Americans (WHL)               |
| 16. | Dmitri Kwartalnow   | Russland 1991      | LW       | Boston Bruins                                                       | San Diego Gulls (IHL)                  |
| 17. | Sergei Bautin       | Russland 1991      | D        | Winnipeg Jets (von Chicago Blackhawks)                              | Dynamo Moskau (Wysschaja Liga)         |
| 18. | Jason Smith         | Kanada             | D        | New Jersey Devils                                                   | Regina Pats (WHL)                      |
| 19. | Martin Straka       | Tschechoslowakei   | C        | Pittsburgh Penguins                                                 | HC Škoda Plzeň (1. Liga)               |
| 20. | David Wilkie        | Vereinigte Staaten | D        | Canadiens de Montréal                                               | Kamloops Blazers (WHL)                 |
| 21. | Libor Polášek       | Tschechoslowakei   | C        | Vancouver Canucks                                                   | TJ Vítkovice (1. Liga)                 |
| 22. | Curtis Bowen        | Kanada             | LW       | Detroit Red Wings                                                   | Ottawa 67’s (OHL)                      |
| 23. | Grant Marshall      | Kanada             | RW       | Toronto Maple Leafs (von Washington Capitals)                       | Ottawa 67’s (OHL)                      |
| 24. | Peter Ferraro       | Vereinigte Staaten | RW       | New York Rangers                                                    | Waterloo Black Hawks (USHL)            |

### Runde 2
| #   | Spieler            | Nationalität       | Position | NHL-Team                                                             | College-/Junioren-/Profi-Team           |
| --- | ------------------ | ------------------ | -------- | -------------------------------------------------------------------- | --------------------------------------- |
| 25. | Chad Penney        | Kanada             | LW       | Ottawa Senators                                                      | North Bay Centennials (OHL)             |
| 26. | Drew Bannister     | Kanada             | D        | Tampa Bay Lightning                                                  | Sault Ste. Marie Greyhounds (OHL)       |
| 27. | Boris Mironow      | Russland 1991      | D        | Winnipeg Jets (von San Jose Sharks via Chicago Blackhawks)           | ZSKA Moskau (Wysschaja Liga)            |
| 28. | Paul Brousseau     | Kanada             | RW       | Nordiques de Québec                                                  | Olympiques de Hull (LHJMQ)              |
| 29. | Tuomas Grönman     | Finnland           | D        | Nordiques de Québec (von Toronto Maple Leafs)                        | Tacoma Rockets (WHL)                    |
| 30. | Chris O’Sullivan   | Vereinigte Staaten | D        | Calgary Flames                                                       | Catholic Memorial High (US High School) |
| 31. | Denis Metljuk      | Russland 1991      | LW       | Philadelphia Flyers                                                  | Lada Toljatti (Wysschaja Liga)          |
| 32. | Jim Carey          | Vereinigte Staaten | G        | Washington Capitals (von New York Islanders via Toronto Maple Leafs) | Catholic Memorial High (US High School) |
| 33. | Waleri Bure        | Russland 1991      | RW       | Canadiens de Montréal (von Hartford Whalers)                         | Spokane Chiefs (WHL)                    |
| 34. | Jarkko Varvio      | Finnland           | RW       | Minnesota North Stars                                                | HPK Hämeenlinna (SM-liiga)              |
| 35. | Jozef Čierny       | Tschechoslowakei   | LW       | Buffalo Sabres                                                       | ZTK Zvolen (1. SNHL)                    |
| 36. | Jeff Shantz        | Kanada             | C        | Chicago Blackhawks (von Winnipeg Jets)                               | Regina Pats (WHL)                       |
| 37. | Martin Reichel     | Tschechoslowakei   | C        | Edmonton Oilers                                                      | EHC Freiburg (Bundesliga)               |
| 38. | Igor Koroljow      | Russland 1991      | C        | St. Louis Blues                                                      | Dynamo Moskau (Wysschaja Liga)          |
| 39. | Justin Hocking     | Kanada             | D        | Los Angeles Kings                                                    | Spokane Chiefs (WHL)                    |
| 40. | Michael Peca       | Kanada             | C        | Vancouver Canucks (von Boston Bruins)                                | Ottawa 67’s (OHL)                       |
| 41. | Sergei Klimowitsch | Russland 1991      | C        | Chicago Blackhawks                                                   | Dynamo Moskau (Wysschaja Liga)          |
| 42. | Sergei Brylin      | Russland 1991      | C        | New Jersey Devils                                                    | ZSKA Moskau (Wysschaja Liga)            |
| 43. | Marc Hussey        | Kanada             | D        | Pittsburgh Penguins                                                  | Moose Jaw Warriors (WHL)                |
| 44. | Keli Corpse        | Kanada             | C        | Canadiens de Montréal                                                | Kingston Frontenacs (OHL)               |
| 45. | Mike Fountain      | Kanada             | G        | Vancouver Canucks                                                    | Oshawa Generals (OHL)                   |
| 46. | Darren McCarty     | Kanada             | RW       | Detroit Red Wings                                                    | Belleville Bulls (OHL)                  |
| 47. | Andrei Nikolischin | Russland 1991      | C        | Hartford Whalers (von Washington Capitals)                           | Dynamo Moskau (Wysschaja Liga)          |
| 48. | Mattias Norström   | Schweden           | D        | New York Rangers                                                     | AK Solna (Elitserien)                   |

### Runde 3
| #   | Spieler               | Nationalität       | Position | NHL-Team                                      | College-/Junioren-/Profi-Team        |
| --- | --------------------- | ------------------ | -------- | --------------------------------------------- | ------------------------------------ |
| 49. | Brent Gretzky         | Kanada             | C        | Tampa Bay Lightning                           | Belleville Bulls (OHL)               |
| 50. | Patrick Traverse      | Kanada             | D        | Ottawa Senators                               | Cataractes de Shawinigan (LHJMQ)     |
| 51. | Alexander Tscherbajew | Russland 1991      | RW       | San Jose Sharks                               | Chimik Woskressensk (Wysschaja Liga) |
| 52. | Manny Fernandez       | Kanada             | G        | Nordiques de Québec                           | Titan de Laval (LHJMQ)               |
| 53. | Stefan Ustorf         | Deutschland        | C        | Washington Capitals (von Toronto Maple Leafs) | ESV Kaufbeuren (Bundesliga)          |
| 54. | Mathias Johansson     | Schweden           | LW       | Calgary Flames                                | Färjestad BK (Elitserien)            |
| 55. | Sergejs Žoltoks       | Lettland           | C        | Boston Bruins (von Philadelphia Flyers)       | Dinamo Riga (Wysschaja Liga)         |
| 56. | Jarrett Deuling       | Kanada             | LW       | New York Islanders                            | Kamloops Blazers (WHL)               |
| 57. | Jan Vopat             | Tschechoslowakei   | D        | Hartford Whalers                              | CHZ Litvínov (1. Liga)               |
| 58. | Jeff Bes              | Kanada             | C        | Minnesota North Stars                         | Guelph Storm (OHL)                   |
| 59. | Ondřej Steiner        | Tschechoslowakei   | C        | Buffalo Sabres                                | HC Škoda Plzeň (1. Liga)             |
| 60. | Jeremy Stevenson      | Vereinigte Staaten | LW       | Winnipeg Jets                                 | Cornwall Royals (OHL)                |
| 61. | Simon Roy             | Kanada             | D        | Edmonton Oilers                               | Cataractes de Shawinigan (LHJMQ)     |
| 62. | Witali Karamnow       | Russland 1991      | LW       | St. Louis Blues                               | Dynamo Moskau (Wysschaja Liga)       |
| 63. | Sandy Allan           | Kanada             | G        | Los Angeles Kings                             | North Bay Centennials (OHL)          |
| 64. | Witali Prochorow      | Russland 1991      | LW       | St. Louis Blues (von Boston Bruins)           | Spartak Moskau (Wysschaja Liga)      |
| 65. | Kirk Maltby           | Kanada             | LW       | Edmonton Oilers (von Chicago Blackhawks)      | Owen Sound Platers (OHL)             |
| 66. | Cale Hulse            | Kanada             | D        | New Jersey Devils                             | Portland Winter Hawks (WHL)          |
| 67. | Travis Thiessen       | Kanada             | D        | Pittsburgh Penguins                           | Moose Jaw Warriors (WHL)             |
| 68. | Craig Rivet           | Kanada             | D        | Canadiens de Montréal                         | Kingston Frontenacs (OHL)            |
| 69. | Jeff Connolly         | Vereinigte Staaten | RW       | Vancouver Canucks                             | St. Sebastian’s (US High School)     |
| 70. | Sylvain Cloutier      | Kanada             | C        | Detroit Red Wings                             | Guelph Storm (OHL)                   |
| 71. | Martin Gendron        | Kanada             | RW       | Washington Capitals                           | Laser de Saint-Hyacinthe (LHJMQ)     |
| 72. | Eric Cairns           | Kanada             | D        | New York Rangers                              | Detroit Compuware Ambassadors (OHL)  |

### Runde 4
| #   | Spieler                 | Nationalität       | Position | NHL-Team                                          | College-/Junioren-/Profi-Team             |
| --- | ----------------------- | ------------------ | -------- | ------------------------------------------------- | ----------------------------------------- |
| 73. | Radek Hamr              | Tschechoslowakei   | D        | Ottawa Senators                                   | HC Sparta Prag (1. Liga)                  |
| 74. | Aaron Gavey             | Kanada             | C        | Tampa Bay Lightning                               | Sault Ste. Marie Greyhounds (OHL)         |
| 75. | Jan Čaloun              | Tschechoslowakei   | RW       | San Jose Sharks                                   | CHZ Litvínov (1. Liga)                    |
| 76. | Ian McIntyre            | Kanada             | LW       | Nordiques de Québec                               | Harfangs de Beauport (LHJMQ)              |
| 77. | Nikolai Borschtschewski | Russland 1991      | RW       | Toronto Maple Leafs                               | Spartak Moskau (Wysschaja Liga)           |
| 78. | Róbert Švehla           | Tschechoslowakei   | D        | Calgary Flames                                    | Dukla Trenčín (1. Liga)                   |
| 79. | Kevin Smyth             | Kanada             | LW       | Hartford Whalers (von Philadelphia Flyers)        | Moose Jaw Warriors (WHL)                  |
| 80. | Dean Melanson           | Kanada             | D        | Buffalo Sabres (von New York Islanders)           | Laser de Saint-Hyacinthe (LHJMQ)          |
| 81. | Jason McBain            | Vereinigte Staaten | D        | Hartford Whalers                                  | Portland Winter Hawks (WHL)               |
| 82. | Louis Bernard           | Kanada             | D        | Canadiens de Montréal (von Minnesota North Stars) | Voltigeurs de Drummondville (LHJMQ)       |
| 83. | Matthew Barnaby         | Kanada             | RW       | Buffalo Sabres                                    | Harfangs de Beauport (LHJMQ)              |
| 84. | Mark Visheau            | Kanada             | D        | Winnipeg Jets                                     | London Knights (OHL)                      |
| 85. | Chris Ferraro           | Vereinigte Staaten | C        | New York Rangers (von Edmonton Oilers)            | Waterloo Black Hawks (USHL)               |
| 86. | Lee Leslie              | Kanada             | LW       | St. Louis Blues                                   | Prince Albert Raiders (WHL)               |
| 87. | Kevin Brown             | Kanada             | RW       | Los Angeles Kings                                 | Belleville Bulls (OHL)                    |
| 88. | Jere Lehtinen           | Finnland           | RW       | Minnesota North Stars (von Boston Bruins)         | Kiekko-Espoo (I-divisioona)               |
| 89. | Andy MacIntyre          | Kanada             | LW       | Chicago Blackhawks                                | Saskatoon Blades (WHL)                    |
| 90. | Witali Tomilin          | Russland 1991      | C        | New Jersey Devils                                 | Krylja Sowetow Moskau (Wysschaja Liga)    |
| 91. | Todd Klassen            | Kanada             | D        | Pittsburgh Penguins                               | Tri-City Americans (WHL)                  |
| 92. | Marc Lamothe            | Kanada             | G        | Canadiens de Montréal                             | Kingston Frontenacs (OHL)                 |
| 93. | Brent Tully             | Kanada             | D        | Vancouver Canucks                                 | Peterborough Petes (OHL)                  |
| 94. | Scott McCabe            | Vereinigte Staaten | D        | New Jersey Devils (von Detroit Red Wings)         | Detroit GPD Midgets (Michigan Midget AAA) |
| 95. | Mark Raiter             | Kanada             | D        | Toronto Maple Leafs (von Washington Capitals)     | Saskatoon Blades (WHL)                    |
| 96. | Ralph Intranuovo        | Kanada             | LW       | Edmonton Oilers (von New York Rangers)            | Sault Ste. Marie Greyhounds (OHL)         |

### Runde 5
| #    | Spieler              | Nationalität       | Position | NHL-Team                                                           | College-/Junioren-/Profi-Team          |
| ---- | -------------------- | ------------------ | -------- | ------------------------------------------------------------------ | -------------------------------------- |
| 97.  | Brantt Myhres        | Kanada             | LW       | Tampa Bay Lightning                                                | Lethbridge Hurricanes (WHL)            |
| 98.  | Daniel Guérard       | Kanada             | RW       | Ottawa Senators                                                    | Tigres de Victoriaville (LHJMQ)        |
| 99.  | Marcus Ragnarsson    | Schweden           | D        | San Jose Sharks                                                    | Djurgårdens IF (Elitserien)            |
| 100. | Charlie Wasley       | Vereinigte Staaten | D        | Nordiques de Québec                                                | St. Paul High (US High School)         |
| 101. | Janne Grönvall       | Finnland           | D        | Toronto Maple Leafs                                                | Lukko Rauma (SM-liiga)                 |
| 102. | Sami Helenius        | Finnland           | D        | Calgary Flames                                                     | Jokerit Helsinki (SM-liiga)            |
| 103. | Wladislaw Buljin     | Russland 1991      | D        | Philadelphia Flyers                                                | Diselist Pensa (Perwaja Liga)          |
| 104. | Tomáš Klimt          | Tschechoslowakei   | C        | New York Islanders                                                 | HC Škoda Plzeň (1. Liga)               |
| 105. | Ryan Duthie          | Kanada             | C        | New York Islanders (von Hartford Whalers)                          | Spokane Chiefs (WHL)                   |
| 106. | Chris DeRuiter       | Kanada             | RW       | Toronto Maple Leafs (von Minnesota North Stars via Buffalo Sabres) | Kingston Voyageurs (MetJHL)            |
| 107. | Markus Ketterer      | Finnland           | G        | Buffalo Sabres                                                     | Jokerit Helsinki (SM-liiga)            |
| 108. | Juri Chmyljow        | Russland 1991      | LW       | Buffalo Sabres (von Winnipeg Jets)                                 | Krylja Sowetow Moskau (Wysschaja Liga) |
| 109. | Joaquin Gage         | Kanada             | G        | Edmonton Oilers                                                    | Portland Winter Hawks (WHL)            |
| 110. | Brian Loney          | Kanada             | RW       | Vancouver Canucks (von St. Louis Blues)                            | Ohio State University (NCAA)           |
| 111. | Jeff Shevalier       | Kanada             | LW       | Los Angeles Kings                                                  | North Bay Centennials (OHL)            |
| 112. | Scott Bailey         | Kanada             | G        | Boston Bruins                                                      | Spokane Chiefs (WHL)                   |
| 113. | Tim Hogan            | Kanada             | D        | Chicago Blackhawks                                                 | University of Michigan (NCAA)          |
| 114. | Ryan Black           | Kanada             | LW       | New Jersey Devils                                                  | Peterborough Petes (OHL)               |
| 115. | Philippe DeRouville  | Kanada             | G        | Pittsburgh Penguins                                                | Collège Français de Verdun (LHJMQ)     |
| 116. | Don Chase            | Vereinigte Staaten | RW       | Canadiens de Montréal                                              | Springfield Olympics (NEJHL)           |
| 117. | Adrian Aucoin        | Kanada             | D        | Vancouver Canucks                                                  | Boston University (NCAA)               |
| 118. | Mike Sullivan        | Vereinigte Staaten | C        | Detroit Red Wings                                                  | Reading High (US High School)          |
| 119. | John Varga           | Vereinigte Staaten | LW       | Washington Capitals                                                | Tacoma Rockets (WHL)                   |
| 120. | Dsmitryj Staraszenka | Belarus 1991       | RW       | New York Rangers                                                   | ZSKA Moskau (Wysschaja Liga)           |

### Runde 6
| #    | Spieler               | Nationalität       | Position | NHL-Team                                   | College-/Junioren-/Profi-Team               |
| ---- | --------------------- | ------------------ | -------- | ------------------------------------------ | ------------------------------------------- |
| 121. | Al Sinclair           | Kanada             | D        | Ottawa Senators                            | University of Michigan (NCAA)               |
| 122. | Martin Tanguay        | Kanada             | C        | Tampa Bay Lightning                        | Collège Français de Verdun (LHJMQ)          |
| 123. | Michal Sýkora         | Tschechoslowakei   | D        | San Jose Sharks                            | Tacoma Rockets (WHL)                        |
| 124. | Paxton Schulte        | Kanada             | LW       | Nordiques de Québec                        | Spokane Chiefs (WHL)                        |
| 125. | Mikael Håkanson       | Schweden           | C        | Toronto Maple Leafs                        | Nacka HK (Division 1)                       |
| 126. | Rawil Jakubow         | Russland 1991      | C        | Calgary Flames                             | Dynamo Moskau (Wysschaja Liga)              |
| 127. | Roman Solotow         | Russland 1991      | D        | Philadelphia Flyers                        | Dynamo Moskau (Wysschaja Liga)              |
| 128. | Derek Armstrong       | Kanada             | C        | New York Islanders                         | Sudbury Wolves (OHL)                        |
| 129. | Joël Bouchard         | Kanada             | D        | Calgary Flames (von Hartford Whalers)      | Collège Français de Verdun (LHJMQ)          |
| 130. | Mike Johnson          | Kanada             | D        | Minnesota North Stars                      | Ottawa 67’s (OHL)                           |
| 131. | Paul Rushforth        | Kanada             | C        | Buffalo Sabres                             | North Bay Centennials (OHL)                 |
| 132. | Oleksandr Aleksjejew  | Ukraine            | D        | Winnipeg Jets                              | Sokol Kiew (Wysschaja Liga)                 |
| 133. | Jiří Dopita           | Tschechoslowakei   | C        | Boston Bruins (von Edmonton Oilers)        | TJ DS Olomouc (1. Liga)                     |
| 134. | Bob Lachance          | Vereinigte Staaten | RW       | St. Louis Blues                            | Springfield Olympics (NEJHL)                |
| 135. | Rem Murray            | Kanada             | C        | Los Angeles Kings                          | Michigan State University (NCAA)            |
| 136. | Grigorijs Panteļejevs | Lettland           | RW       | Boston Bruins                              | Stars Riga (Wysschaja Liga)                 |
| 137. | Gerry Skrypec         | Kanada             | D        | Chicago Blackhawks                         | Ottawa 67’s (OHL)                           |
| 138. | Dan Trebil            | Vereinigte Staaten | D        | New Jersey Devils                          | Bloomington Jefferson High (US High School) |
| 139. | Artjom Kopot          | Russland 1991      | D        | Pittsburgh Penguins                        | Traktor Tscheljabinsk (Wysschaja Liga)      |
| 140. | Martin Sychra         | Tschechoslowakei   | C        | Canadiens de Montréal                      | Zetor Brno (1. Liga)                        |
| 141. | Jason Clark           | Kanada             | LW       | Vancouver Canucks                          | St. Thomas Stars (WOJHL)                    |
| 142. | Jason MacDonald       | Kanada             | RW       | Detroit Red Wings                          | Owen Sound Platers (OHL)                    |
| 143. | Jarrett Reid          | Kanada             | C        | Hartford Whalers (von Washington Capitals) | Sault Ste. Marie Greyhounds (OHL)           |
| 144. | Davide Dal Grande     | Kanada             | D        | New York Rangers                           | Ottawa Junior Senators (COJHL)              |

### Runde 7
| #    | Spieler            | Nationalität       | Position | NHL-Team                                   | College-/Junioren-/Profi-Team            |
| ---- | ------------------ | ------------------ | -------- | ------------------------------------------ | ---------------------------------------- |
| 145. | Derek Wilkinson    | Kanada             | G        | Tampa Bay Lightning                        | Detroit Compuware Ambassadors (OHL)      |
| 146. | Jaroslav Miklenda  | Tschechoslowakei   | G        | Ottawa Senators                            | TJ DS Olomouc (1. Liga)                  |
| 147. | Éric Bellerose     | Kanada             | LW       | San Jose Sharks                            | Draveurs de Trois-Rivières (LHJMQ)       |
| 148. | Martin Lepage      | Kanada             | D        | Nordiques de Québec                        | Olympiques de Hull (LHJMQ)               |
| 149. | Patrik Augusta     | Tschechoslowakei   | LW       | Toronto Maple Leafs                        | ASD Dukla Jihlava (1. Liga)              |
| 150. | Pavel Rajnoha      | Tschechoslowakei   | D        | Calgary Flames                             | AC ZPS Zlín (1. Liga)                    |
| 151. | Kirk Daubenspeck   | Vereinigte Staaten | G        | Philadelphia Flyers                        | Culver Military Academy (US High School) |
| 152. | Wladimir Gratschow | Russland 1991      | RW       | New York Islanders                         | Dynamo Moskau (Wysschaja Liga)           |
| 153. | Ken Belanger       | Kanada             | LW       | Hartford Whalers                           | Ottawa 67’s (OHL)                        |
| 154. | Kyle Peterson      | Kanada             | C        | Minnesota North Stars                      | Thunder Bay Flyers (USHL)                |
| 155. | Artur Oktjabrow    | Russland 1991      | D        | Winnipeg Jets (von Buffalo Sabres)         | ZSKA Moskau (Wysschaja Liga)             |
| 156. | Andrei Raiski      | Kasachstan         | C        | Winnipeg Jets                              | Torpedo Ust-Kamenogorsk (Wysschaja Liga) |
| 157. | Steve Gibson       | Kanada             | LW       | Edmonton Oilers                            | Windsor Spitfires (OHL)                  |
| 158. | Ian Laperrière     | Kanada             | RW       | St. Louis Blues                            | Voltigeurs de Drummondville (LHJMQ)      |
| 159. | Steve O’Rourke     | Kanada             | RW       | New York Islanders (von Los Angeles Kings) | Tri-City Americans (WHL)                 |
| 160. | Lance Burns        | Kanada             | C        | St. Louis Blues (von Boston Bruins)        | Lethbridge Hurricanes (WHL)              |
| 161. | Mike Prokopec      | Kanada             | RW       | Chicago Blackhawks                         | Cornwall Royals (OHL)                    |
| 162. | Geordie Kinnear    | Kanada             | D        | New Jersey Devils                          | Peterborough Petes (OHL)                 |
| 163. | Jan Alinč          | Tschechoslowakei   | C        | Pittsburgh Penguins                        | HC Chemopetrol Litvínov (1. Liga)        |
| 164. | Christian Proulx   | Kanada             | D        | Canadiens de Montréal                      | Lynx de Saint-Jean (LHJMQ)               |
| 165. | Scott Hollis       | Kanada             | RW       | Vancouver Canucks                          | Oshawa Generals (OHL)                    |
| 166. | Greg Scott         | Kanada             | G        | Detroit Red Wings                          | Niagara Falls Thunder (OHL)              |
| 167. | Mark Matier        | Kanada             | D        | Washington Capitals                        | Sault Ste. Marie Greyhounds (OHL)        |
| 168. | Matt Oates         | Vereinigte Staaten | LW       | New York Rangers                           | Miami University (NCAA)                  |

### Runde 8
| #    | Spieler             | Nationalität       | Position | NHL-Team                                                      | College-/Junioren-/Profi-Team     |
| ---- | ------------------- | ------------------ | -------- | ------------------------------------------------------------- | --------------------------------- |
| 169. | Jay Kenney          | Vereinigte Staaten | D        | Ottawa Senators                                               | Canterbury High (US High School)  |
| 170. | Dennis Maxwell      | Kanada             | C        | Tampa Bay Lightning                                           | Niagara Falls Thunder (OHL)       |
| 171. | Ryan Smith          | Kanada             | D        | San Jose Sharks                                               | Brandon Wheat Kings (WHL)         |
| 172. | Mike Jickling       | Kanada             | C        | Nordiques de Québec                                           | Spokane Chiefs (WHL)              |
| 173. | Ryan VandenBussche  | Kanada             | RW       | Toronto Maple Leafs                                           | Cornwall Royals (OHL)             |
| 174. | Ryan Mulhern        | Vereinigte Staaten | C        | Calgary Flames                                                | Canterbury High (US High School)  |
| 175. | Claude Jutras       | Kanada             | RW       | Philadelphia Flyers                                           | Olympiques de Hull (LHJMQ)        |
| 176. | Jason Widmer        | Kanada             | D        | New York Islanders                                            | Lethbridge Hurricanes (WHL)       |
| 177. | Konstantin Korotkow | Russland 1991      | C        | Hartford Whalers                                              | Spartak Moskau (Wysschaja Liga)   |
| 178. | Juha Lind           | Finnland           | LW       | Minnesota North Stars                                         | Jokerit Helsinki (SM-liiga)       |
| 179. | Dean Tiltgen        | Kanada             | C        | Buffalo Sabres                                                | Tri-City Americans (WHL)          |
| 180. | Igor Boldin         | Russland 1991      | C        | St. Louis Blues (von Winnipeg Jets)                           | Spartak Moskau (Wysschaja Liga)   |
| 181. | Kyuin Shim          | Korea Sud          | LW       | Edmonton Oilers                                               | Sherwood Park Crusaders (AJHL)    |
| 182. | Nick Naumenko       | Vereinigte Staaten | D        | St. Louis Blues                                               | Dubuque Fighting Saints (USHL)    |
| 183. | Justin Krall        | Vereinigte Staaten | D        | Detroit Red Wings                                             | Omaha Lancers (USHL)              |
| 184. | Kurt Seher          | Kanada             | D        | Boston Bruins                                                 | Seattle Thunderbirds (WHL)        |
| 185. | Layne Roland        | Kanada             | RW       | Chicago Blackhawks                                            | Portland Winter Hawks (WHL)       |
| 186. | Stéphane Yelle      | Kanada             | C        | New Jersey Devils                                             | Oshawa Generals (OHL)             |
| 187. | Fran Bussey         | Vereinigte Staaten | LW       | Pittsburgh Penguins                                           | Duluth East High (US High School) |
| 188. | Mike Burman         | Kanada             | D        | Canadiens de Montréal                                         | North Bay Centennials (OHL)       |
| 189. | C. J. Denomme       | Kanada             | G        | Detroit Red Wings (von Vancouver Canucks via San Jose Sharks) | Kitchener Rangers (OHL)           |
| 190. | Colin Schmidt       | Kanada             | C        | Edmonton Oilers (von Detroit Red Wings via New York Rangers)  | Regina Pat Canadians (SMHL)       |
| 191. | Mike Mathers        | Kanada             | LW       | Washington Capitals                                           | Kamloops Blazers (WHL)            |
| 192. | Mickey Elick        | Kanada             | D        | New York Rangers                                              | Calgary Royals (AJHL)             |

### Runde 9
| #    | Spieler            | Nationalität       | Position | NHL-Team              | College-/Junioren-/Profi-Team           |
| ---- | ------------------ | ------------------ | -------- | --------------------- | --------------------------------------- |
| 193. | Andrew Kemper      | Kanada             | D        | Tampa Bay Lightning   | Seattle Thunderbirds (WHL)              |
| 194. | Claude Savoie      | Kanada             | RW       | Ottawa Senators       | Tigres de Victoriaville (LHJMQ)         |
| 195. | Chris Burns        | Kanada             | G        | San Jose Sharks       | Thunder Bay Flyers (USHL)               |
| 196. | Steve Passmore     | Kanada             | G        | Nordiques de Québec   | Victoria Cougars (WHL)                  |
| 197. | Wayne Clarke       | Kanada             | RW       | Toronto Maple Leafs   | Rensselaer Polytechnic Institute (NCAA) |
| 198. | Brandon Carper     | Vereinigte Staaten | D        | Calgary Flames        | Bowling Green State University (NCAA)   |
| 199. | Jonas Håkansson    | Schweden           | RW       | Philadelphia Flyers   | Malmö IF (Elitserien)                   |
| 200. | Daniel Paradis     | Kanada             | C        | New York Islanders    | Saguenéens de Chicoutimi (LHJMQ)        |
| 201. | Greg Zwakman       | Vereinigte Staaten | D        | Hartford Whalers      | Edina High (US High School)             |
| 202. | Lars Edström       | Schweden           | LW       | Minnesota North Stars | Luleå HF (Elitserien)                   |
| 203. | Todd Simon         | Kanada             | C        | Buffalo Sabres        | Niagara Falls Thunder (OHL)             |
| 204. | Nikolai Chabibulin | Russland 1991      | G        | Winnipeg Jets         | ZSKA Moskau (Wysschaja Liga)            |
| 205. | Marko Tuomainen    | Finnland           | RW       | Edmonton Oilers       | Clarkson University (NCAA)              |
| 206. | Todd Harris        | Kanada             | D        | St. Louis Blues       | Tri-City Americans (WHL)                |
| 207. | Magnus Wernblom    | Schweden           | RW       | Los Angeles Kings     | MoDo Hockeyklubb (Elitserien)           |
| 208. | Mattias Timander   | Schweden           | D        | Boston Bruins         | MoDo Hockeyklubb (Elitserien)           |
| 209. | David Hymovitz     | Vereinigte Staaten | LW       | Chicago Blackhawks    | Thayer Academy (US High School)         |
| 210. | Jeff Toms          | Kanada             | LW       | New Jersey Devils     | Sault Ste. Marie Greyhounds (OHL)       |
| 211. | Brian Bonin        | Vereinigte Staaten | C        | Pittsburgh Penguins   | White Bear Lake High (US High School)   |
| 212. | Earl Cronan        | Vereinigte Staaten | LW       | Canadiens de Montréal | St. Mark’s High (US High School)        |
| 213. | Sonny Mignacca     | Kanada             | G        | Vancouver Canucks     | Medicine Hat Tigers (WHL)               |
| 214. | Jeff Walker        | Kanada             | D        | Detroit Red Wings     | Peterborough Petes (OHL)                |
| 215. | Brian Stagg        | Kanada             | RW       | Washington Capitals   | Kingston Frontenacs (OHL)               |
| 216. | Dan Brierly        | Vereinigte Staaten | D        | New York Rangers      | Choate Rosemary Hall (US High School)   |

### Runde 10
| #    | Spieler              | Nationalität       | Position | NHL-Team                            | College-/Junioren-/Profi-Team              |
| ---- | -------------------- | ------------------ | -------- | ----------------------------------- | ------------------------------------------ |
| 217. | Jake Grimes          | Kanada             | C        | Ottawa Senators                     | Belleville Bulls (OHL)                     |
| 218. | Marc Tardif          | Kanada             | LW       | Tampa Bay Lightning                 | Cataractes de Shawinigan (LHJMQ)           |
| 219. | Alexander Cholomejew | Russland 1991      | RW       | San Jose Sharks                     | Ischorez Leningrad (Wtoraja Liga)          |
| 220. | Anson Carter         | Kanada             | RW       | Nordiques de Québec                 | Wexford Raiders (MetJHL)                   |
| 221. | Sergei Simonow       | Russland 1991      | D        | Toronto Maple Leafs                 | Kristall Saratow (Perwaja Liga)            |
| 222. | Jonas Höglund        | Schweden           | RW       | Calgary Flames                      | Färjestad BK (Elitserien)                  |
| 223. | Chris Herperger      | Kanada             | C        | Philadelphia Flyers                 | Swift Current Broncos (WHL)                |
| 224. | David Wainwright     | Vereinigte Staaten | D        | New York Islanders                  | Thayer Academy (US High School)            |
| 225. | Steven Halko         | Kanada             | D        | Hartford Whalers                    | Thornhill Thunderbirds (MetJHL)            |
| 226. | Jeff Romfo           | Vereinigte Staaten | C        | Minnesota North Stars               | Blaine High (US High School)               |
| 227. | Rick Kowalsky        | Kanada             | RW       | Buffalo Sabres                      | Sault Ste. Marie Greyhounds (OHL)          |
| 228. | Jewgeni Garanin      | Russland 1991      | C        | Winnipeg Jets                       | Chimik Woskressensk (Wysschaja Liga)       |
| 229. | Teemu Numminen       | Finnland           | C        | Winnipeg Jets (von Edmonton Oilers) | Stoneham High (US High School)             |
| 230. | Jurij Hunko          | Ukraine            | D        | St. Louis Blues                     | Sokol Kiew (Wysschaja Liga)                |
| 231. | Ryan Pisiak          | Kanada             | RW       | Los Angeles Kings                   | Swift Current Broncos (WHL)                |
| 232. | Chris Crombie        | Kanada             | LW       | Boston Bruins                       | London Knights (OHL)                       |
| 233. | Richard Raymond      | Kanada             | D        | Chicago Blackhawks                  | Cornwall Royals (OHL)                      |
| 234. | Heath Weenk          | Kanada             | D        | New Jersey Devils                   | Regina Pats (WHL)                          |
| 235. | Brian Callahan       | Vereinigte Staaten | LW       | Pittsburgh Penguins                 | Belmont Hill High (US High School)         |
| 236. | Trent Cavicchi       | Kanada             | G        | Canadiens de Montréal               | Dartmouth Midgets (Nova Scotia Midget AAA) |
| 237. | Mark Wotton          | Kanada             | D        | Vancouver Canucks                   | Saskatoon Blades (WHL)                     |
| 238. | Dan McGillis         | Kanada             | D        | Detroit Red Wings                   | Hawkesbury Hawks (CJHL)                    |
| 239. | Greg Callahan        | Vereinigte Staaten | D        | Washington Capitals                 | Belmont Hill High (US High School)         |
| 240. | Wladimir Worobjow    | Russland 1991      | RW       | New York Rangers                    | Metallurg Tscherepowez (Perwaja Liga)      |

### Runde 11
| #    | Spieler             | Nationalität       | Position | NHL-Team                                  | College-/Junioren-/Profi-Team            |
| ---- | ------------------- | ------------------ | -------- | ----------------------------------------- | ---------------------------------------- |
| 241. | Tom MacDonald       | Kanada             | C        | Tampa Bay Lightning                       | Sault Ste. Marie Greyhounds (OHL)        |
| 242. | Tomáš Jelínek       | Tschechoslowakei   | RW       | Ottawa Senators                           | HPK Hämeenlinna (SM-liiga)               |
| 243. | Viktors Ignatjevs   | Lettland           | D        | San Jose Sharks                           | Stars Riga (Wysschaja Liga)              |
| 244. | Aaron Ellis         | Vereinigte Staaten | G        | Nordiques de Québec                       | Culver Military Academy (US High School) |
| 245. | Nathan Dempsey      | Kanada             | D        | Toronto Maple Leafs                       | Regina Pats (WHL)                        |
| 246. | Andrei Potaitschuk  | Russland 1991      | RW       | Calgary Flames                            | Krylja Sowetow Moskau (Wysschaja Liga)   |
| 247. | Patrice Paquin      | Kanada             | LW       | Philadelphia Flyers                       | Harfangs de Beauport (LHJMQ)             |
| 248. | Andrei Wassiljew    | Russland 1991      | LW       | New York Islanders                        | ZSKA Moskau (Wysschaja Liga)             |
| 249. | Joacim Esbjörs      | Schweden           | D        | Hartford Whalers                          | Västra Frölunda (Elitserien)             |
| 250. | Jeff Moen           | Vereinigte Staaten | G        | Minnesota North Stars                     | Roseville High (US High School)          |
| 251. | Chris Clancy        | Kanada             | LW       | Buffalo Sabres                            | Cornwall Royals (OHL)                    |
| 252. | Andrei Karpowzew    | Russland 1991      | RW       | Winnipeg Jets                             | Dynamo Moskau (Wysschaja Liga)           |
| 253. | Bryan Rasmussen     | Vereinigte Staaten | LW       | Edmonton Oilers                           | St. Louis Park High (US High School)     |
| 254. | Iwan Wolohschanynow | Ukraine            | LW       | Winnipeg Jets (von St. Louis Blues)       | Sokol Kiew (Wysschaja Liga)              |
| 255. | Jukka Tiilikainen   | Finnland           | RW       | Los Angeles Kings                         | Kiekko-Espoo (I-divisioona)              |
| 256. | Denis Tscherwjakow  | Russland 1991      | D        | Boston Bruins                             | Stars Riga (Wysschaja Liga)              |
| 257. | Jewgeni Pawlow      | Russland 1991      | RW       | Boston Bruins (von Chicago Blackhawks)    | SKA Leningrad (Perwaja Liga)             |
| 258. | Wladislaw Jakowenko | Russland 1991      | LW       | New Jersey Devils                         | HK Spartak Moskau II (Wtoraja Liga)      |
| 259. | Wade Salzman        | Vereinigte Staaten | G        | St. Louis Blues (von Pittsburgh Penguins) | Duluth East High (US High School)        |
| 260. | Hiroyuki Miura      | Japan              | D        | Canadiens de Montréal                     | Kushiro High (japanische High School)    |
| 261. | Aaron Boh           | Kanada             | D        | Vancouver Canucks                         | Spokane Chiefs (WHL)                     |
| 262. | Ryan Bach           | Kanada             | G        | Detroit Red Wings                         | Notre Dame Hounds (SJHL)                 |
| 263. | B. J. MacPherson    | Kanada             | C        | Washington Capitals                       | Oshawa Generals (OHL)                    |
| 264. | Petter Rönnquist    | Schweden           | G        | Ottawa Senators (von New York Rangers)    | Nacka HK (Division 1)                    |

## Statistik
| Rang | Nationalität       | Anzahl |
| ---- | ------------------ | ------ |
|      | Nordamerika        | 173    |
| 1.   | Kanada             | 136    |
| 3.   | Vereinigte Staaten | 37     |
|      | Europa             | 89     |
| 2.   | Russland           | 38     |
| 4.   | Tschechoslowakei   | 20     |
| 5.   | Schweden           | 11     |
| 6.   | Finnland           | 10     |
| 7.   | Lettland           | 3      |
| 7.   | Ukraine            | 3      |
| 9.   | Deutschland        | 1      |
| 9.   | Kasachstan         | 1      |
| 9.   | Litauen            | 1      |
| 9.   | Belarus            | 1      |
|      | Asien              | 2      |
| 9.   | Japan              | 1      |
| 9.   | Südkorea           | 1      |

| Rang | Position             | Anzahl |
| ---- | -------------------- | ------ |
| 1.   | Verteidiger          | 85     |
| 2.   | Center               | 56     |
| 3.   | linke Flügelstürmer  | 51     |
| 4.   | rechte Flügelstürmer | 48     |
| 5.   | Torhüter             | 24     |

| Rang | Liga                                            | Anzahl |
| ---- | ----------------------------------------------- | ------ |
| 1.   | Ontario Hockey League (OHL)                     | 57     |
| 2.   | Western Hockey League (WHL)                     | 45     |
| 3.   | Wysschaja Liga                                  | 39     |
| 4.   | US High School                                  | 26     |
| 5.   | Ligue de hockey junior majeur du Québec (LHJMQ) | 22     |
| 6.   | 1. Liga                                         | 16     |
| 7.   | Elitserien                                      | 9      |
| 7.   | National Collegiate Athletic Association (NCAA) | 9      |
| 9.   | SM-liiga                                        | 6      |
| 9.   | United States Hockey League (USHL)              | 6      |
| 11.  | Perwaja Liga                                    | 4      |
| 12.  | Metro Junior A Hockey League (MetJHL)           | 3      |
| 13.  | I-divisioona                                    | 2      |
| 13.  | Alberta Junior Hockey League (AJHL)             | 2      |
| 13.  | Bundesliga                                      | 2      |
| 13.  | Division 1                                      | 2      |
| 13.  | New England Junior Hockey League (NEJHL)        | 2      |
| 13.  | Wtoraja Liga                                    | 2      |
| 19.  | 1. Slovenská národná hokejová liga (1. SNHL)    | 1      |
| 19.  | Canadian Junior Hockey League (CJHL)            | 1      |
| 19.  | Central Ontario Junior Hockey League (COJHL)    | 1      |
| 19.  | International Hockey League (IHL)               | 1      |
| 19.  | japanische High School                          | 1      |
| 19.  | Michigan Midget AAA                             | 1      |
| 19.  | Nova Scotia Midget AAA                          | 1      |
| 19.  | Saskatchewan Junior Hockey League (SJHL)        | 1      |
| 19.  | Saskatchewan Midget Hockey League (SMHL)        | 1      |
| 19.  | Western Ontario Junior Hockey League (WOJHL)    | 1      |

## Rückblick

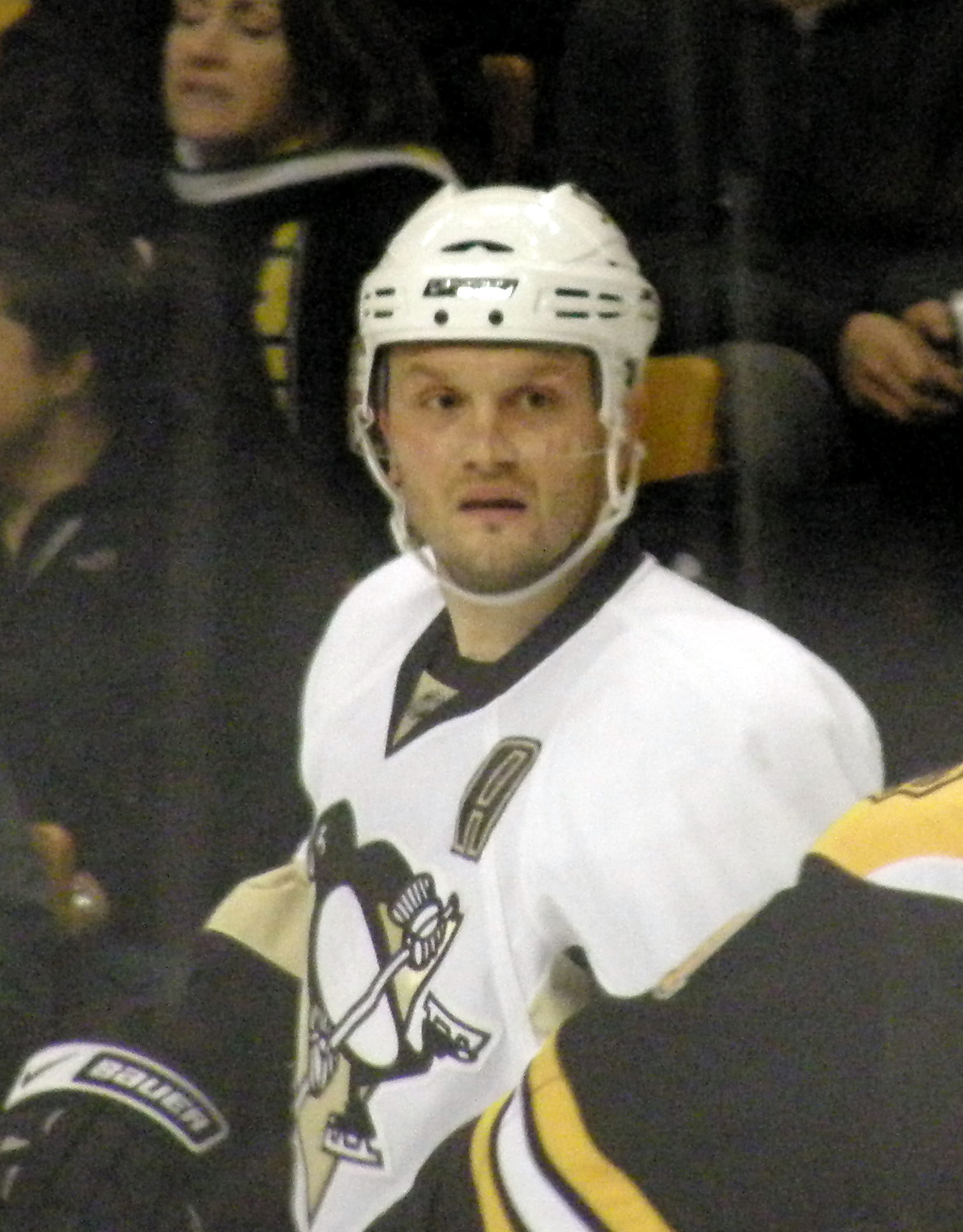
Sergei Gontschar, bester Scorer dieses Jahrgangs

Alle Spieler dieses Draft-Jahrgangs haben ihre Profikarrieren beendet. Die Tabellen zeigen die jeweils fünf besten Akteure in den Kategorien Spiele, Tore, Vorlagen und Scorerpunkte sowie die fünf Torhüter mit den meisten Siegen in der NHL. Darüber hinaus haben 125 der 264 gewählten Spieler (ca. 47 %) mindestens eine NHL-Partie bestritten.
Abkürzungen: Sp = Spiele, T = Tore, V = Assists, Pkt = Scorerpunkte, S = Siege; Fett: Bestwert
| Pick | Spieler          | Position | Sp   | T   | V   | Pkt |
| ---- | ---------------- | -------- | ---- | --- | --- | --- |
| 14.  | Sergei Gontschar | D        | 1301 | 220 | 591 | 811 |
| 2.   | Alexei Jaschin   | C        | 850  | 337 | 444 | 781 |
| 6.   | Cory Stillman    | LW       | 1025 | 278 | 449 | 727 |
| 19.  | Martin Straka    | C        | 954  | 257 | 460 | 717 |
| 1.   | Roman Hamrlík    | D        | 1395 | 155 | 483 | 638 |
| 88.  | Jere Lehtinen    | RW       | 875  | 243 | 271 | 514 |
| 117. | Adrian Aucoin    | D        | 1108 | 121 | 278 | 399 |
| 158. | Ian Laperrière   | RW       | 1083 | 121 | 215 | 336 |
| 65.  | Kirk Maltby      | LW       | 1072 | 128 | 132 | 260 |

| Pick | Spieler            | Sp  | S   |
| ---- | ------------------ | --- | --- |
| 204. | Nikolai Chabibulin | 799 | 333 |
| 52.  | Manny Fernandez    | 325 | 143 |
| 32.  | Jim Carey          | 172 | 79  |
| 196. | Steve Passmore     | 93  | 23  |
| 112. | Scott Bailey       | 19  | 6   |